# Batalla de Navarino
La batalla de Navarino fue una batalla naval librada en 1827, durante la guerra de independencia de Grecia, en Navarino (hoy Pilos). Combatieron las flotas otomana y egipcia contra las flotas combinadas británica, francesa y rusa, siendo el triunfo de esta última alianza. La derrota otomana motivó la retirada de la flota, aunque no de las tropas de tierra, que permanecieron en la península en la región hasta el fin de la expedición francesa de Morea. Los combates entre griegos y otomanos continuaron, pero estos perdieron el apoyo logístico de la Armada.
Al frente de la flota británica se encontraba el vicealmirante sir Edward Codrington, que debía mediar entre los independentistas griegos y sus gobernantes turcos. Codrington se adentró en la bahía para impedir que zarpara la flota de Ibrahim bajá, el hijo del bajá egipcio Mehmet Alí. Ambos países no estaban en guerra, pero el marino británico estaba dispuesto a emplear la fuerza. La flota del Imperio otomano (al mando de Ibrahim, pero comandada por Amir Tahir Pasha, almirante del sultán Mahmud II y compuesta por tres navíos de línea, diecinueve fragatas y numerosas embarcaciones de pequeño tamaño) estaba anclada formando un semicírculo para que las embarcaciones se protegiesen mutuamente y poder hacer converger el fuego de sus cañones. Codrington comenzó a fondear su flota (compuesta por once navíos de línea y once fragatas) en el interior de esta formación a las dos de la tarde. La batalla se inició hacia las dos y media, después de que una nave turca abriera fuego contra una embarcación británica y causara la muerte de parte de su tripulación. En esos momentos, aún no habían fondeado las escuadras francesa ni rusa.
Las naves británicas, a pesar de ser menos numerosas y hallarse en una posición táctica desventajosa, fueron capaces de derrotar a sus enemigas debido a su potencia de fuego y superior organización y cubrieron la llegada de sus aliados. Al cabo de cuatro horas, las dos flotas otomanas habían sido aniquiladas. A la mañana siguiente, todos sus grandes buques de guerra estaban hundidos, en llamas o dañados sin posibilidad de reparación. La flota turco-egipcia perdió al menos cuatro mil hombres. Las bajas de los aliados europeos fueron de 174 muertos y 475 heridos.
Ibrahim bajá accedió a evacuar Grecia, con lo que prácticamente concluyó la Guerra de independencia griega. No obstante, la victoria no se recibió con agrado en Gran Bretaña. El primer ministro británico Arthur Wellesley, duque de Wellington, que temía un ataque ruso a Turquía, calificó esta batalla de «acontecimiento desfavorable» y destituyó a Codrington. 
El combate de Navarino constituye un acontecimiento fundamental de la historia contemporánea de Grecia y fue uno de los momentos más gloriosos para la Armada rusa. La participación en la batalla de Rusia desencadenó a su vez la guerra ruso-turca de 1828-1829.

## Circunstancias

### La guerra de independencia griega
En 1821, los griegos se habían alzado contra la Administración otomana. Al principio habían logrado numerosas victorias y proclamaron la independencia en enero de 1822. Las victorias griegas habían sido efímeras, sin embargo, en parte porque los insurgentes se habían dividido pronto en facciones rivales, que se enfrentaron en dos guerras civiles. El sultán Mahmut II había solicitado la ayuda de su vasallo egipcio Mehmet Alí, que, en 1824, había despachado a Grecia a su hijo Ibrahim bajá con una flota con ocho mil hombres, a los que luego se unieron otros veinticinco mil. La intervención de Ibrahim resultó decisiva: los otomanos dominaban de nuevo el Peloponeso en 1825; la fortaleza de Mesolongi cayó en su poder en 1826 y retomaron Atenas en 1827. Los griegos no controlaban ya más que Nauplia, Hidra, Spetses y Egina.

El juramento de Aghia Lavra. Este cuadro de Theodoros Vryzakis (1865) conmemora el alzamiento del 25 de marzo de 1821. Óleo sobre lienzo, Galería Nacional de Arte y Museo Alexandros Soutzos, Atenas.

La actitud de las potencias europeas era entonces ambigua, como la de sus representantes en el Levante. El alzamiento griego, considerado liberal y nacional, no convenía a la Austria de Metternich, principal artífice de la política de la Santa Alianza. No obstante, Rusia, otro gendarme reaccionario de la Europa del momento, favorecía la insurrección por solidaridad religiosa ortodoxa y por interés geoestratégico (con el afán de obtener el dominio de los estrechos de los Dardanelos y del Bósforo). La Francia de Carlos X, otro miembro activo de la Santa Alianza (acababa de intervenir en España contra los liberales), mantenía una posición equívoca: los griegos, en efecto liberales, eran primeramente cristianos y su alzamiento contra los otomanos musulmanes podía entenderse como una nueva cruzada. El Reino Unido, país liberal, se interesaba sobre todo por la situación de la región debido a su relación con la ruta de la India, y por esta deseaba ejercer un cierto control en ella.
No obstante, ciudadanos de los diferentes países europeos combatían en Grecia junto a los insurgentes. Entre estos filohelenos, se encontraban militares franceses como el coronel Fabvier o marinos británicos como Frank Abney Hastings o Thomas Cochrane. Asimismo, el almirante británico Edward Codrington y el francés Henri de Rigny, que mandaban las flotas de sus respectivos países en la región, no eran desfavorables a la causa griega. A menudo, infringían levemente la neutralidad que les imponían sus Gobiernos para sostener a los griegos. Se justificaban arguyendo que la misma política de sus Gobiernos hacia la contienda era ambigua.

### El Tratado de Londres

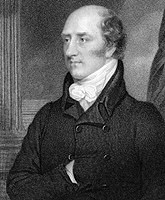
George Canning, primer ministro del Reino Unido.

La matanza de Quíos, la muerte de lord Byron y la caída de Mesolongi habían emocionado suficientemente a las opiniones públicas occidentales como para que los Ejecutivos se inquietaran y realizasen para empezar acciones diplomáticas. Además, desde el mes de agosto de 1824, el Ejecutivo griego había pedido al Reino Unido que interviniese para detener las hostilidades. El 4 de abril de 1826, Wellington, en San Petersburgo, firmó un protocolo anglo-ruso que preveía mediar entre griegos y otomanos con el fin de regular el conflicto. Este acuerdo, sin cláusulas militares, no tuvo consecuencias prácticas en la guerra. Sirvió, no obstante, al primer ministro británico, George Canning, como documento de base para las negociaciones siguientes con los demás países europeos. Los franceses estaban dispuestos a aceptarlo siempre y cuando los austríacos y los prusianos lo aceptasen también. Además, los rusos querían un acuerdo que fuese más allá de la mera amenaza de retirar los embajadores de Constantinopla y que incluyese la posibilidad de emprender una intervención militar.
Las negociaciones dieron fruto en julio de 1827. Francia, el Reino Unido y Rusia firmaron el 6 de julio en Londres el Tratado de Londres. El texto oficial era prácticamente equivalente al protocolo de San Petersburgo. No obstante, en el trato se incluyeron sanciones, en una cláusula secreta que desvelo una semana más tarde el Times. Esta cláusula preveía que, en caso de rechazo del Imperio otomano, las potencias reconocerían de hecho a Grecia enviando cónsules y se interpondrían entre los beligerantes.
Desde el 9 de junio de 1827, el Imperio otomano había hecho saber que rechazaría toda tentativa de mediación y armisticio presente o futuro. El Tratado de Londres no cambió nada. Además, las flotas francesa y británica presentes en el Mediterráneo oriental no eran suficientemente fuertes para impresionar a la Sublime Puerta e impelirla a aceptar los términos del tratado. El 16 de agosto, el texto de este fue presentado oficialmente al Reis-Effendi, el ministro de Asuntos Exteriores otomano. El 30 de agosto, este negó haber recibido ningún documento. En cambio, informado el 2 de septiembre, el Ejecutivo griego aceptó el armisticio al día siguiente, a pesar de las reticencias de sus jefes, los filohelenos Richard Church y Thomas Cochrane, que acababan de emprender una operación conjunta terrestre y naval.

### La ambigüedad de las órdenes a los almirantes

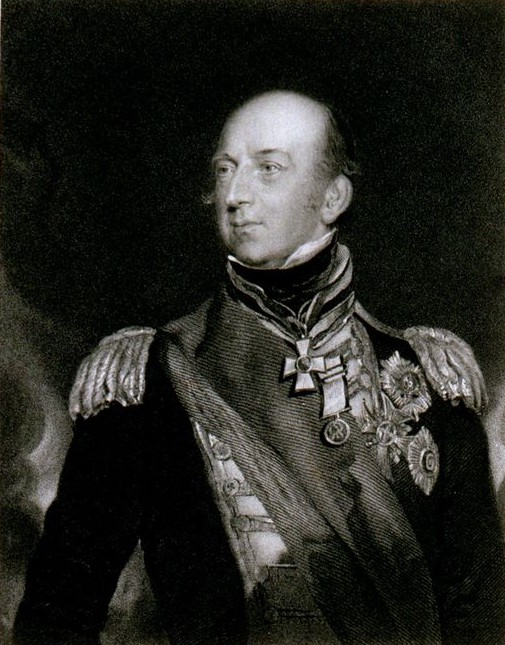
Edward Codrington, el contraalmirante británico al mando de la flota del Mediterráneo oriental.

Las flota británica, mandada por el contraalmirante Edward Codrington, y francesa, con el almirante Henri de Rigny al frente, patrullaban las aguas del Mediterráneo oriental desde hacía años para luchar contra la piratería. Las órdenes poco precisas que habían recibido sobre la actitud que debían adoptar en la situación creada por la guerra de independencia griega dejaban cierta autonomía a los almirantes.
Cuando regresó a su puesto en febrero de 1826, Codrington heredó las órdenes de su predecesor, sir Harry Burrard-Neale: mantener la seguridad de los súbditos británicos y de la República de Islas Jónicas, protectorado británico. Tenía que también pedir a Ibrahim bajá que renunciase a su proyecto de «barbarización» de Morea y, en caso de que rechazase hacerlo, informar al soberano británico. Este proyecto de «barbarización» era un rumor persistente, propagado principalmente por Dorothea von Benckendorff, la esposa del embajador de Rusia en Londres, el príncipe de Lieven. Este rumor debió de ser una maniobra diplomático-política con el fin de fomentar el filohelenismo en Europa. Se acusaba a Ibrahim bajá de querer reducir a la totalidad de la población griega del Peloponeso a la esclavitud, de planear deportarla a sus tierras egipcias para reemplazarla por musulmanes norteafricanos. Aunque Ibrahim bajá desmintió siempre ese rumor, perduró sin embargo mucho tiempo, incluso después de la batalla de Navarino.
La escuadra rusa que debía interponerse entre griegos y otomanos comenzó a reunirse en Kronstadt un mes antes de que se firmase el Tratado de Londres. El zar Nicolás I, cuando la pasó revista el 10 de junio, declaró que «en caso de operaciones militares, el enemigo [sería] tratado a la rusa». La orden era así más clara.

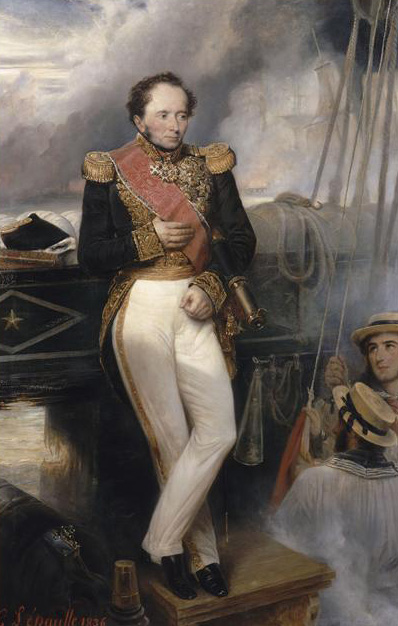
Henri de Rigny, el almirante francés al mando de la flota francesa destacada en el Mediterráneo oriental, pintado por François-Gabriel Lépaulle, 1836.

Las instrucciones dadas a los almirantes francés, británico y ruso por sus Gobiernos respectivos figuraban en los anexos D y F del Tratado de Londres. La hipótesis que se asumía era que los otomanos rechazarían la propuesta de armisticio y de mediación, mientras que los griegos (que la habían solicitado) la aceptarían. Los almirantes deberían entonces «tomar las medidas más eficaces y más expeditivas para poner fin a las hostilidades y al derramamiento de sangre», «utilizar todos los medios […] para obtener un armisticio inmediato» y organizar escuadras encargadas de impedir que cualquier refuerzo turco o egipcio alcanzase Grecia. No obstante, la violencia debía reservarse como último recurso, para el caso de que los otomanos persistiesen en intentar forzar el bloqueo. Para todos los casos no previstos en las instrucciones, los almirantes contaban con permiso para actuar como considerasen oportuno.
El almirante británico Codrington y el francés De Rigny recibieron estas instrucciones el 7 de agosto, mientras que se encontraban en Esmirna. De Rigny las encontró «muy poco precisas». Con el fin de obtener mayor detalle, Codrington solicitó aclaraciones a Stratford Canning, el embajador británico en Constantinopla. La respuesta fue muy clara: aunque las potencias deseaban evitar la guerra, el bloqueo debía, en último recurso, imponerse a cañonazos si resultaba necesario. A su partida de Esmirna, el 17 de agosto, para Nauplia donde tenían que presentar el tratado a las autoridades griegas, los dos almirantes estaban convencidos de una cosa: el tratado no podía conducir sino a la independencia, por etapas, de Grecia.Woodhouse, 1965, pp. 52-54 El 4 de septiembre, los almirantes recibieron órdenes complementarias de sus embajadores en Constantinopla: tenían que «impedir todo socorro a los otomanos en Grecia». Debían además proteger, en cooperación con los griegos, todas las regiones que habían tomado parte en la insurrección. Finalmente, tenían que «animar» a los buques turcos y egipcios a que regresasen a Constantinopla o a Alejandría. Si los barcos otomanos persistían en permanecer en Grecia, el texto de las instrucciones precisaba que tendrían que «correr los riesgos inherentes a la guerra».

### Primeras consecuencias del Tratado de Londres

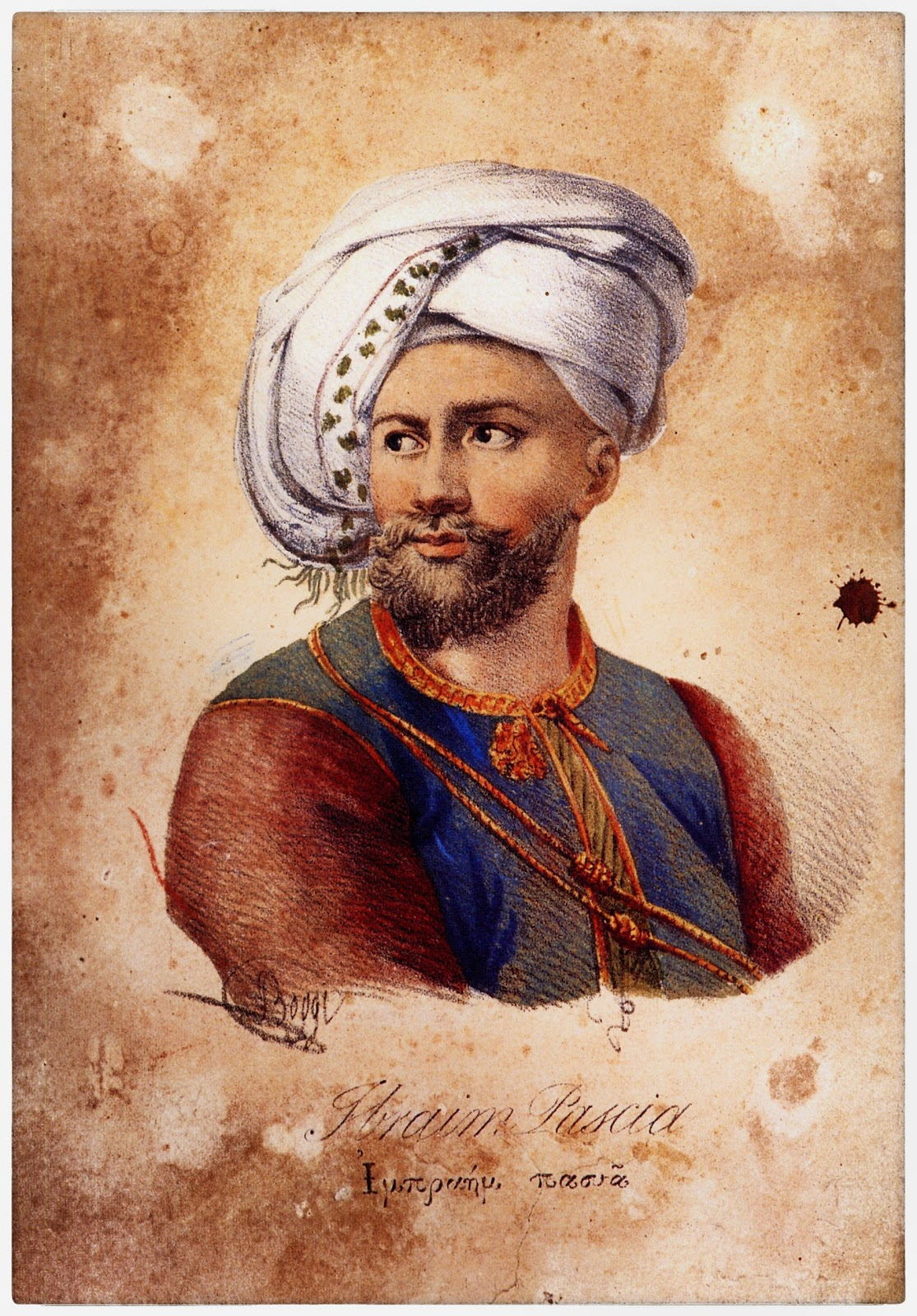
Ibrahim bajá, hijo de Mehmet Alí y principal comandante otomano en Grecia.

Después de la firma del Tratado de Londres, se envió a un emisario especial, el mayor J. H. Cradock, al virrey de Egipto para intimarle a que se mantuviese neutral. Las cancillerías europeas sabían que una flota turco-egipcia se había reunido en Alejandría con la misión de zarpar a unirse con Ibrahim bajá. Cradock llegó a Egipto el 8 de agosto, tres días después de la partida de la flota, que contaba con algo menos de noventa embarcaciones al mando de Moharrem Bey, un cuñado de Ibrahim bajá. Estaba dividida en tres escuadras: una otomana, una egipcia y una tunecina mandada por Kiutchuck Mohamed. Se hicieron dos nuevos intentos de pedir a Mehmet Alí que ordenase el regreso de la flota: De Rigny envió la Pomona y la Rosa y Codrington envió la Pelorus. Pero el virrey no podía acceder, a riesgo de romper definitivamente toda relación con el sultán. Tras cruzar el Mediterráneo, la flota se unió a Ibrahim bajá en la bahía de Navarino. Otra escuadra, con una veintena de naves y mandada por Tahir bajá, había sido avistada por la fragata francesa Armide a la altura de Citera el 6 de agosto. Venía de Constantinopla y se dirigía también hacia la bahía de Navarino. Ibrahim bajá había previsto utilizar estas flotas para llevar a cabo un ataque que consideraba decisivo contra Hidra, uno de los últimos baluartes griegos, y el principal arsenal de la flota griega. Esperaba así poner fin a la guerra con una victoria otomana.
La flota otomana se reunió en la bahía de Navarino el 7 de septiembre. Al enterarse, Codrington abandonó Nauplia y ancló a la entrada de la bahía el 12. Con esta maniobra, consiguió que Ibrahim bajá ordenase la vuelta de una primera escuadra que había enviado contra Hidra. La flota francesa se unió a la británica el 22 de septiembre. Codrington y De Rigny se reunieron con Ibrahim bajá tres días más tarde. Cada una de las partes expuso sus órdenes: las de Ibrahim bajá consistían en atacar Hidra; los almirantes francés y británico, por su parte, indicaron que debían impedirlo, destruyendo la integridad de la flota otomana si resultaba necesario, y solicitar que evacuase Grecia. Ibrahim bajá convino en suspender todas las operaciones militares hasta recibir nuevas órdenes, bien de Alejandría o de Constantinopla, hacia mediados de octubre. Las flotas occidentales se retiraron para avituallarse y dejaron únicamente dos barcos (uno británico, el Dartmouth, y otro francés, el Armide) para vigilar la bahía.

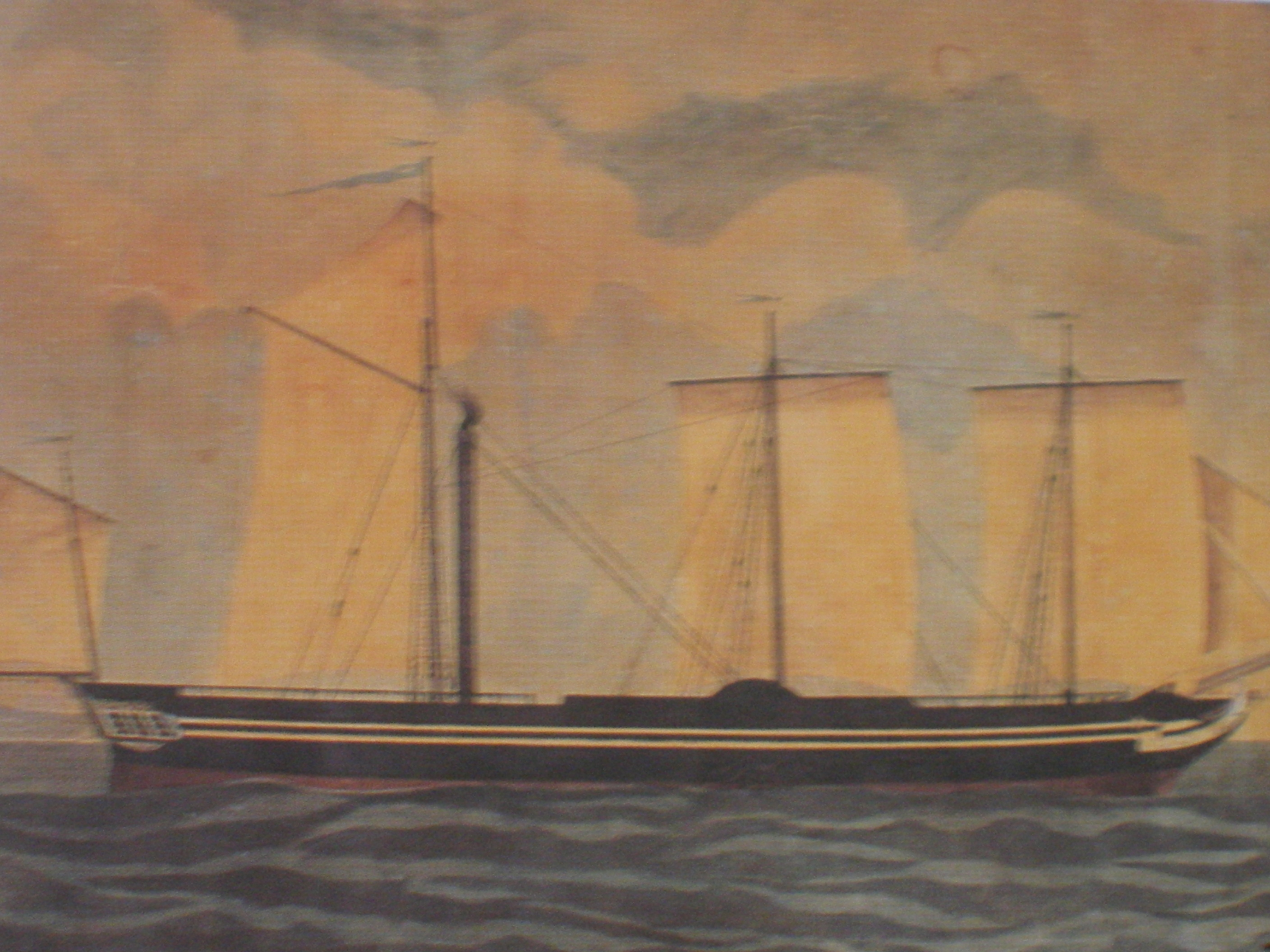
La Karteria, acuarela anónima que data de la década de 1820. Archivo Histórico de Hidra. Era el único barco de vapor que surcaba el Mediterráneo y combatía en el bando griego.

No obstante, el acuerdo era frágil. Los griegos habían aceptado el armisticio, pero, al saber que los otomanos lo habían rechazado, continuaban luchando. En septiembre de 1827, emprendieron una operación conjunta de las fuerzas terrestres y navales griegas, que tenía como objetivo reconquistar la región de Mesolongi. El filoheleno Frank Abney Hastings mandaba el único barco de vapor del Mediterráneo: el Karteria. Formaba parte de la escuadra griega de veintitrés buques mandada por Cochrane que tenía que sostener a las fuerzas terrestres mandadas por Richard Church. El almirante británico Codrington, conforme a las disposiciones del Tratado de Londres, neutralizó pacíficamente esta flota griega, prohibiendo la operación terrestre. Hastings permaneció en el golfo de Corinto con una pequeña escuadra de seis navíos. En la bahía de Ámfisa (entonces llamada Salona), se encontraba una flota otomana de once naves, cinco de ellas de gran tonelaje, protegida por baterías costeras. El 30 de septiembre, la escuadra griega la atacó. Las ruedas hidráulicas de la Karteria le permitían girar prácticamente sin desplazarse y sus calderas le proporcionaban balas al rojo vivo. Ella sola destruyó en media hora todos los barcos otomanos, mientras que el resto de la escuadra griega eliminaba las baterías costeras.

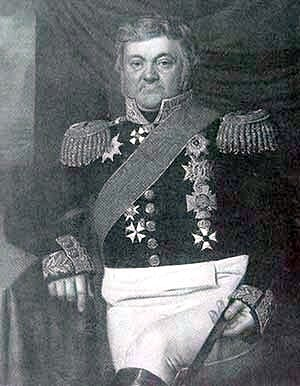
Lodewijk van Heiden, hacia 1820. Mandaba la flota rusa que participó en la batalla.

Cuando tuvo noticia de la destrucción de sus naves en Ámfisa, Ibrahim bajá montó en cólera y meditó cómo vengarse de Hastings. Formó una escuadra de cuarenta y ocho buques, de la que tomó el mando, acompañado por Tahir bajá y Moharrem Bey, y con la que puso rumbo al golfo de Corinto. Sin embargo, fue interceptado por Codrington. Las dos flotas se persiguieron durante tres días, del 4 al 6 de octubre, en torno a la isla de Zante, en plena tempestad. Codrington consiguió obligar a Ibrahim bajá a volver a Navarino, después de haber abatido algunos mástiles de las naves otomanas a cañonazos.
Hacia el 10 de octubre, la flota rusa, mandada por Lodewijk van Heiden, se unió a las flotas británica y francesa. Al mismo tiempo, los almirantes supieron que las tropas de Ibrahim bajá realizaban una destrucción sistemática del Peloponeso. Desde la mar, en la bahía de Kalamata, la tripulación de la Cambrian podía ver las huertas incendiadas, resultado de esta política de tierra quemada. Resultaba evidente que bloquear la flota egipcio-otomana en la bahía de Navarino resultaba insuficiente y no impedía los desmanes en tierra; las órdenes además indicaban que las flotas debían proteger las regiones insurrectas. El 18 de octubre, los tres almirantes firmaron un protocolo en el que exponían sus intenciones; deseaban mostrar que continuaban obedeciendo las instrucciones recibidas. Anunciaban su intención de entrar en la bahía de Navarino para renovar su oferta de evacuación a Ibrahim bajá y de obligarlo a aceptarla, mediante una simple demostración de fuerza, sin actos hostiles contra él ni derramamientos de sangre.

## La batalla

### La bahía de Navarino

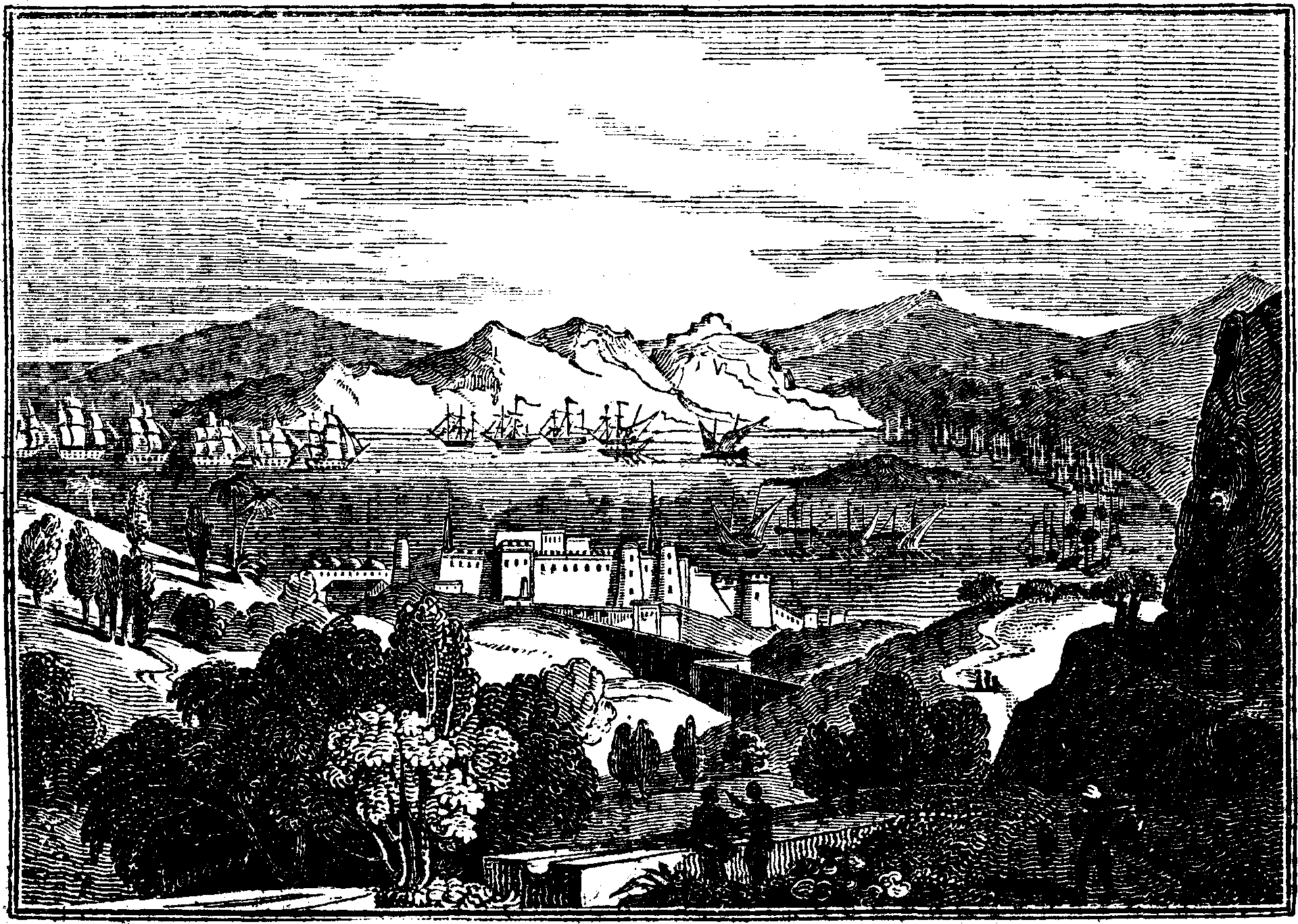
La bahía de Navarino, Le miroir de la Littérature, Amusement, et Instruction, Vol. 10, ilustración n.º. 284, 24 de noviembre de 1827.

La bahía de Navarino se considera el mejor puerto del Peloponeso. Había sido el primer objetivo de Ibrahim bajá cuando este desembarcó en la península en 1825. La bahía, de un poco más de cinco kilómetros de norte a sur y de tres de este a oeste, protegida al oeste por la isla de Esfacteria, no es accesible más que por un canal al sur, de poco más de un kilómetro de ancho, vigilado por la fortaleza de Navarino (conocida también como Neonavarino) construida por los otomanos después de su derrota en Lepanto en el siglo XVI y que se encuentra sobre la ciudad moderna de Pilos. Este canal está además plagado de arrecifes. Las naves que lo cruzaban se veían obligadas a veces, según ciertas fuentes, a pasar tan cerca de la fortaleza que no solo quedaban a merced de sus cañones, sino incluso de las pistolas de la guarnición. Al norte de Esfacteria, el canal se estrecha (apenas cuenta con cien metros de ancho) y tiene bancos de arena que lo hacen demasiado somero (no tiene más de dos metros de profundidad) para las embarcaciones modernas. Allí lo dominaba la fortaleza de Paleonavarino, que databa del siglo XVI y se encontraba prácticamente en ruinas en la década de 1820, y se había erigido probablemente sobre las ruinas de la Pilos de la época clásica. En el centro de la bahía, se encuentra una pequeña isla bastante plana, Khélonaki (la «tortuguita») también llamada Marathonisi. Respecto al norte de la bahía, está compuesto de lagunas y luego de terrenos pantanosos.

### Composición y disposición de las flotas

#### Flota otomana

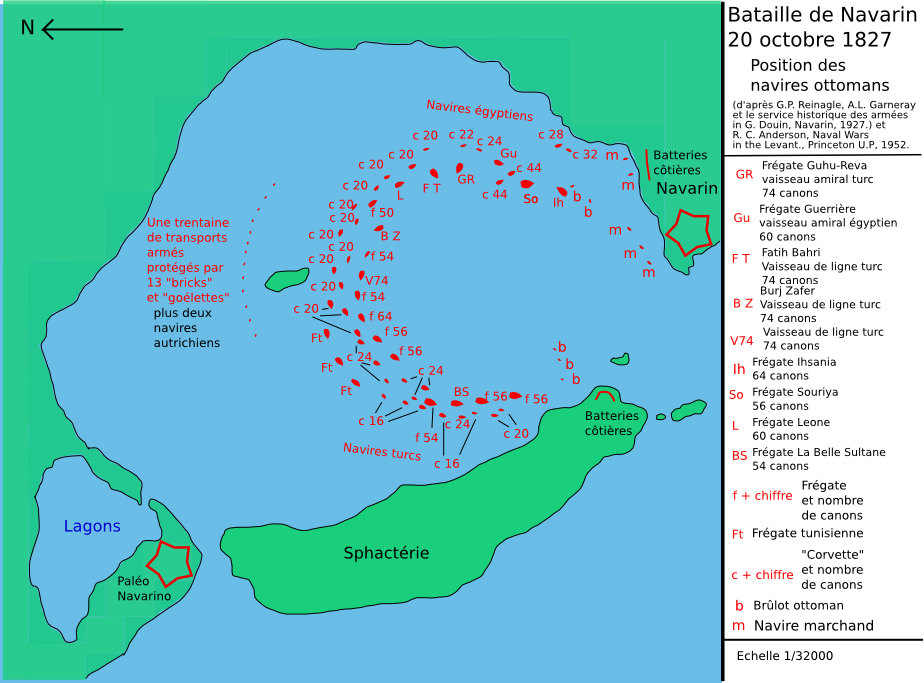
Posición y composición de la flota otomana.

Las ochenta o noventa barcos del Imperio otomano (turcos, egipcios, tunecinos y argelinos), de escaso tonelaje, con aproximadamente tres mil quinientos cañones y treinta mil hombres de tripulación, no eran todos barcos de guerra, había también transportes armados. En total, los buques de guerra debían ser unos sesenta, con aproximadamente dos mil cañones y veintidós mil hombres en las tripulaciones, con dos buques insignia: el Guhu-Reva, la almiranta turca de setenta y cuatro (u ochenta o incluso ochenta y cuatro) cañones y la Guerrière (o Murchid-i-Jihad), la almiranta egipcia de Moharrem Bey, con sesenta cañones.
Según una lista enviada por el almirante Codrington a su ministro, estaba constituida por cuatro navíos de línea, quince fragatas, diecisiete corbetas, veinticuatro balandros y algunos transportes. En el Précis de la Bataille de Navarin, escrito por oficiales franceses y aprobado por De Rigny, estaba formada por tres navíos de línea de setenta y cuatro cañones, veinte fragatas, treinta y dos corbetas, siete beergantines o balandros y cinco brulotes.
Los navíos de línea turca eran: el Guhu-Reva de ochenta y cuatro, ochenta o setenta y cuatro cañones; el Burj Zafer, de setenta y cuatro cañones; y el Fatih Bahri, con el mismo número. Debió de haber unas quince fragatas turcas: la Fevz Nussret y la Ka'id Zafer, de sesenta y cuatro cañones; la Keywan Bahri, la Feyz Mi' 'raj y la Mejra Zafer, de cuarenta y ocho; así como una decena de fragatas de cuarenta y dos cañones. Las fragatas egipcias eran: la Guerrière (o Murchid-i-Jihad), de sesenta cañones (buque insignia de Moharrem Bey); el Ihsania, de sesenta y cuatro cañones (Hassan Bey); la Leone, de sesenta cañones; la Souriya, de cincuenta y seis cañones; y dos «corbetas» de cuarenta y cuatro cañones. Según la Revue maritime et coloniale de 1883, la regencia de Argel debió de enviar cuatro fragatas, cuatro corbetas y cinco bergantines.
El virrey de Egipto había recurrido a Francia para modernizar su Marina. Se habían asignado oficiales franceses a su servicio. Algunos estaban destacados en la flota egipcio-otomana anclada en Navarino. De Rigny les escribió el 15 de octubre para conminarles a la abandonasen con el fin de no tener que combatir contra su propio pabellón si tenía lugar un enfrentamiento; marcharon a bordo de un barco austríaco. Solo permaneció con la escuadra otomana el capitán Letellier. No abandonó la almiranta de Moharrem Bey, la Guerrière, hasta que hubo comenzado la batalla. Fue de hecho Letellier quien dispuso la flota egipcio-otomana en la bahía; hicieron falta tres días para aplicar su plan. La flota se dispuso en herradura en tres líneas en torno a la pequeña isla del centro del puerto. Los brulotes se colocaron a cada lado de la entrada de la bahía.
Los diferentes jefes de la flota turco-egipcia no deseaban batirse con la flota combinada de las potencias, que sabían más potente (aunque contase con menos buques) que la suya. Esperaban que su colocación en la bahía sería suficientemente impresionante para que desistiera de penetrar en ella o, al menos, para que se retirase rápidamente si acababa por hacerlo. No obstante, en la mañana del 20 de octubre, Tahir bajá había informado a sus capitanes de que no daría orden de atacar, pero les permitía defenderse si se sentían amenazados.

#### Flotas de las potencias
Las flotas inglesa y francesa recibieron refuerzos en septiembre: dos navíos de línea obtuvo Codrington y tres navíos de línea y una fragata, De Rigny. Ese mismo mes, la flota rusa (cuatro navíos de línea y cuatro fragatas) llegó al Mediterráneo. Aunque cada una de las escuadras contaba con su propio almirante, los Gobiernos acordaron que el británico Codrington fuese el jefe del conjunto. De Rigny fue informado el 26 de agosto y aceptó el pacto a regañadientes: llevaba en la región mucho más tiempo que su homólogo británico; Geiden, por el contrario, no puso reparo alguno. En total, la flota de las potencias estaba constituida por veintiocho naves, que tenían solamente un tercio de los cañones y de los hombres de la otomana. Sin embargo, contaba con más de navíos de línea, eran más potentes y sus marineros eran más competentes que los otomanos. El mismo Ibrahim bajá la consideraba más poderosa que la suya.
Esta flota combinada contaba con 12 buques británicos (con 456 cañones), 7 franceses (con 352 cañones) y 8 rusos (con 490 cañones), que sumaban en total cerca de 1300 cañones.

#### La entrada de la flota de las potencias en la bahía
La flota combinada penetró en la bahía de Navarino a última hora de la mañana del 20 de octubre de 1827, en la formación acordada la víspera por los tres almirantes. El tiempo era claro y una pequeña brisa soplaba del sur. Las once naves británicas entraron las primeras; los tres navíos de línea (Asia, Genoa y Albion) fueron a colocarse prácticamente en el centro de la flota egipcio-otomana, mientras que las naves más ligeras (corbetas y bergantines al mando del capitán Fellowes de la Dartmouth) debían vigilar los brulotes en la entrada del puerto. Las siete embarcaciones francesas se ubicaron al este de las británicas, frente a la costa y a las naves egipcias, con el fin de asegurarse que los marineros franceses prestados a Egipto abandonarían la flota enemiga en caso de enfrentamiento. Los ocho buques rusos se dispusieron al oeste de la formación británica, donde formaron un grupo un poco más compacto que los otros dos.

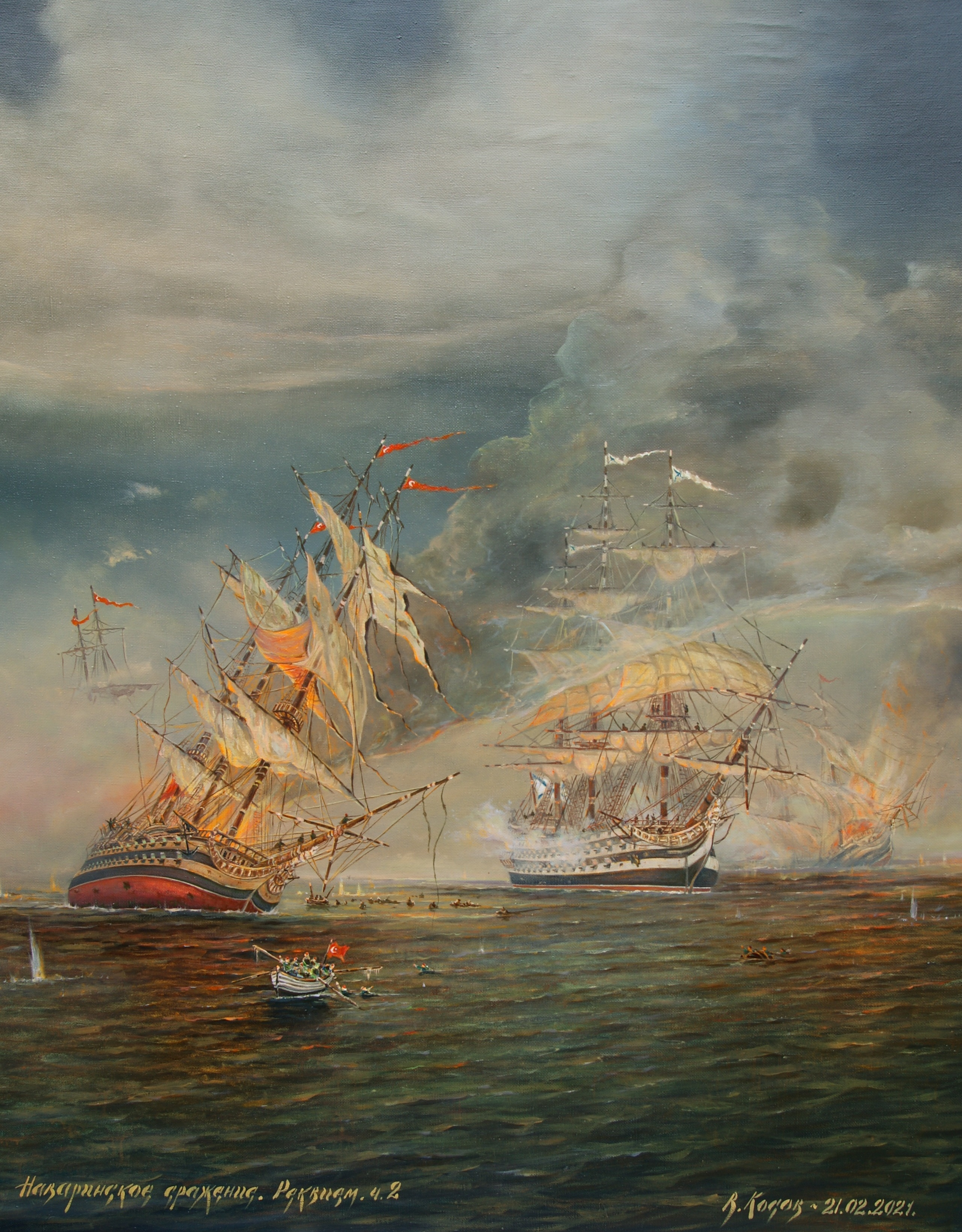
Batalla de Navarino. Vladimir Kosov

Los almirantes establecieron un acuerdo claro el 19 de octubre: ningún barco debía disparar antes de recibir la señal para ello, a menos que respondiera a un cañonazo otomano. Y, en este caso, la nave otomana debía ser destruida inmediatamente. Si se desencadenaba una batalla, las órdenes de Codrington para evitar toda confusión citaban a Nelson: «No captain can do very wrong who places his ship alongside of any enemy («Un capitán no puede equivocarse si coloca su nave cerca de alguna del enemigo»). Además, según el marinero anónimo que escribió más tarde Life on Board a Man-of-War, los artilleros y sus cañones estaban listos para disparar; los oficiales de la Genoa pasaron a verlos y partieron convencidos de que tendría lugar un choque entre las flotas. No obstante, Codrington explicó más tarde que, si hubiese tenido realmente intenciones belicosas, no habría anclado su nave en medio de la formación en herradura de los otomanos, donde era el blanco ideal de todas las naves enemigas.
A comienzos de la tarde, entre las 13:30 y las 14:00, las naves de las potencias seguían maniobrando para colocarse en sus posiciones. Se arrió entonces una barca de la almiranta egipcia de Moharrem Bey. Portaba una carta para Codrington pidiéndole que evacuase la rada. El almirante británico respondió que había venido a dar órdenes y no a recibirlas. La chalupa no volvió a la almiranta de la que había partido, sino que se dirigió directamente a tierra. Se izó una bandera roja y la fortaleza realizó un disparo de fogueo. Esto se interpretó como una señal a la flota otomana para que se preparase a la acción, habiendo fracasado las negociaciones. A bordo de la Genoa, los oficiales dieron orden de prepararse a disparar; según el marinero anónimo autor de Life on Board a Man-of-War, se cargaron los cañones y los marineros, que solo esperaban la orden de fuego, observaron que los artilleros turcos también estaban listos.

### Desencadenamiento del combate

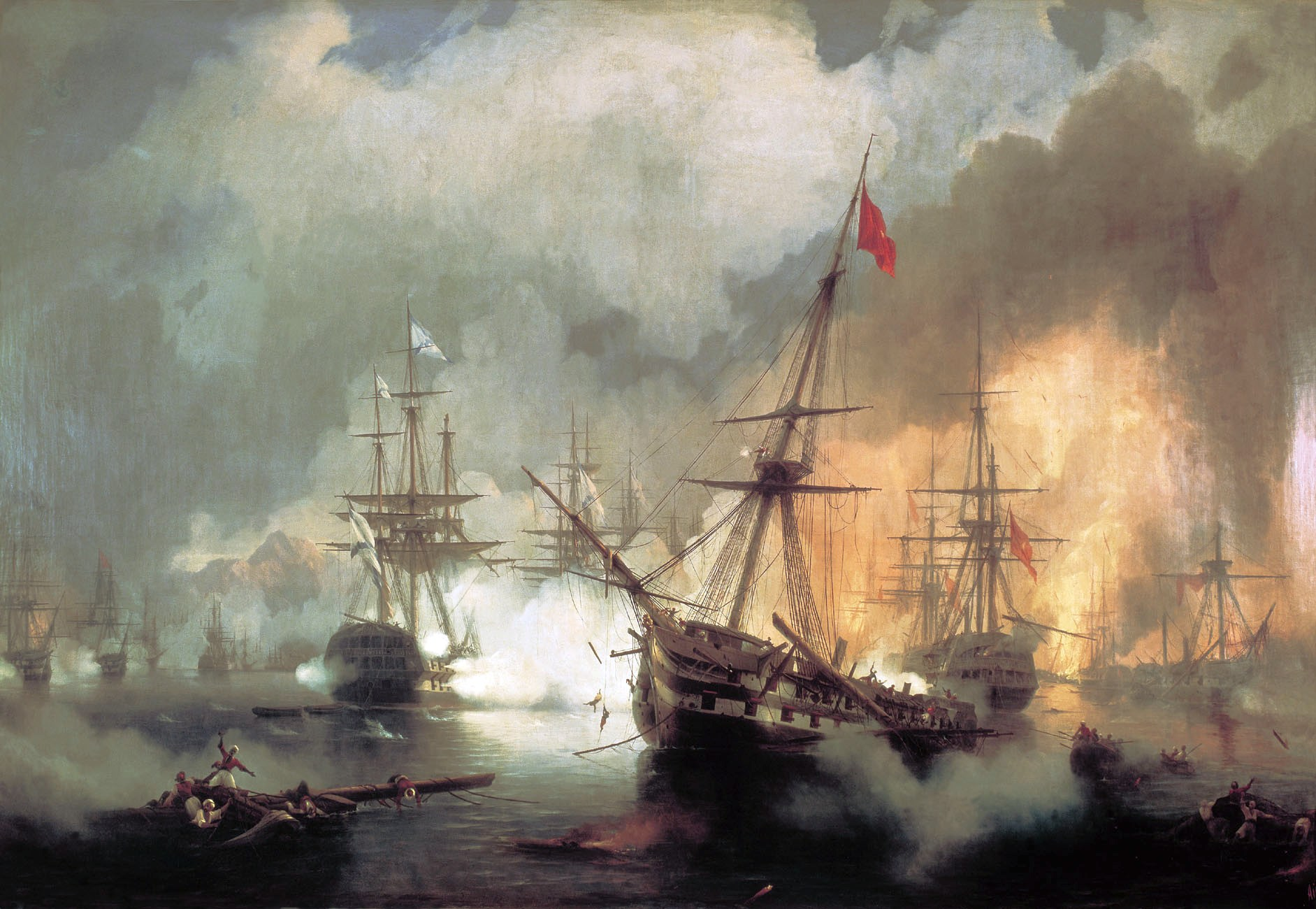
La batalla de Navarino, cuadro de 1846 de Iván Aivazovski (1817-1900).

Una parte de la flota, principalmente las naves rusas que alcanzaron sus posiciones hacia las 15:15, no había penetrado todavía en la bahía. Así, no pudo participar hasta más tarde en la batalla. Sobre todo, sufrió las descargas procedentes de la fortaleza, de la isla de Esfacteria y de la flota otomana.
Se envió una chalupa desde tierra a uno de los brulotes, que comenzó de inmediato a prepararse. Situado en el extremo de la línea otomana, amenazaba directamente a la Dartmouth, que era el barco más cercano, que acababa de echar el ancla y había arriado las velas. Una pinaza, mandada por el primer teniente del buque, se envió para pedirle que se apartase. Fellowes indicó a su teniente que en ningún caso debía mostrarse hostil con los otomanos. El brulote disparó a la lancha británica y mató al timonel y a parte de los remeros; la tripulación del brulote encendió la mecha. Se envió entonces un cúter, al mando del teniente Fitzroy, nuevamente para solicitar que el brulote se alejase. El cúter encontró a la chalupa que evacuaba una parte de la tripulación del brulote. Esta abrió fuego contra el cúter y mató al teniente Fitzroy. Al mismo tiempo, una corbeta egipcia disparó a la Dartmouth y a la Sirène que estaba echando el ancla. Estas replicaron con sus fusiles: la batalla había comenzado, aunque las almirantas no habían todavía intercambiado un solo cañonazo, como exigía la tradición.
Según Codrington, la idea de los almirantes otomanos habría sido la de dejar a la flota de las potencias anclar en el centro de su fuerzas, de parlamentar durante todo el día y de atacarla al anochecer con brulotes. Según Ibrahim bajá, la flota de las potencias había entrado en el puerto con intenciones hostiles. Según él, una de las fragatas aliadas había anclado en ángulo recto con los brulotes, que se encontraban en la entrada del puerto, en una posición que los amenazaba. Esta actitud se demostró cierta cuando marineros de esta fragata trataron de apoderarse de uno de los brulotes. Un intercambio de disparos en esta maniobra precipitó la batalla que duró toda la tarde. Ibrahim bajá no pudo determinar cuál de los dos bandos había realizado el primer disparo. No obstante, según él, el primer acto hostil fue la tentativa de la fragata de apoderarse del brulote otomano.

### Desarrollo

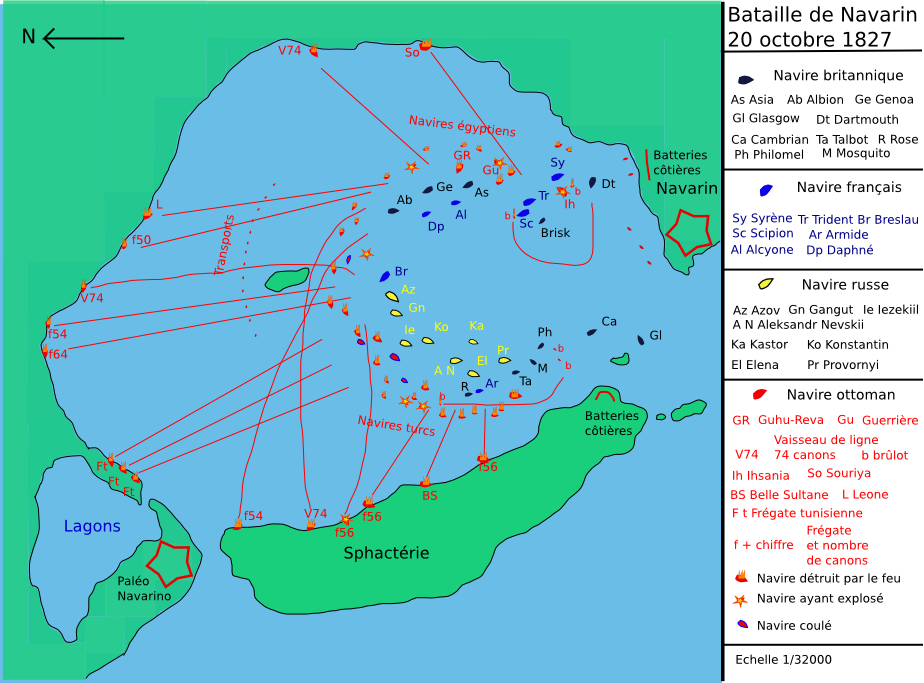
Desarrollo de la batalla.

#### Una batalla de barcos anclados
La mayor parte de las naves que participaron en esta batalla estaban ancladas: todas las naves otomanas y las mayores de las potencias. Algunos eran todavía bajo tela. Solamente las embarcaciones menores de la flota ruso-franco-británica no habían echado todavía el ancla y, al poder maniobrar en la bahía, fueron menos afectadas por los disparos. La flota egipcio-otomana, encerrada, no maniobró. Los bajeles de las potencias gozaban de un margen de maniobra reducida, pero podían disparar desde las dos bordas, a veces a un tiempo. Además, aprovechando los cables de las anclas, podían girar para cambiar el ángulo de tiro. También, como sucedió cuando al Asia le amenazó un brulote, se emplearon guindalezas, en este caso una lanzada desde la Genoa, para permitir pivotar a la almiranta. Pronto el humo de los cañones cubrió la rada, reduciendo la visibilidad. Las señales con banderas se tornaron imposibles. Codrington tuvo que utilizar un altavoz y tuvo dificultades para hacerse entender, a causa del ruido ensordecedor de los cañones.
Como sucede a menudo con las batallas, es difícil realizar un relato de conjunto del combate a partir de los relatos parciales de los testigos. Todos los disponibles son además de marinos y oficiales de la flota de las potencias. Además, estos mismos testigos, que coinciden más o menos sobre los acontecimientos que se produjeron, disienten respecto al orden en el cual ocurrieron; la presencia de cinco almirantes en la flota egipcio-otomana (Tahir bajá, el Kapudana Bey, el Padrona Bey, el Reala Bey y Moharrem) es también fuente de confusión porque a veces es difícil identificar de qué «almiranta» hablan los diferentes testigos, tanto más cuanto que los autores modernos no dan la misma interpretación a los documentos contemporáneos del combate. Así, el Guhu-Reva, el mayor barco turco y uno de los adversarios directos del Asia, lo identifica Anderson (del que probablemente obtiene su información Brewer) como el buque de Tahir bajá, aunque Codrington indique que era el del Kapudana Bey y Garneray afirme que era el del Padrona Bey. Los relatos sobre la destrucción de la nave de Tahir por el Breslaw (navío de línea francés) y el Azov hacen referencia a una fragata de unos sesenta cañones situada en el ala derecha turco-egipcia. Por su parte, el almirante ruso Heyden afirma haber ayudado al Asia a destruir un «buque de ochenta cañones en el que navegaba Moharrem Bey», que debió explotar, pero, según Douin, se trata de un error del almirante ruso, que debió de referirse en realidad a otra fragata. Por otro lado, el marinero anónimo que escribió más tarde Life on Board a Man-of-War, a bordo del Genoa (navío de línea británico) vio con claridad a su artillero principal disparar y hundir «el yate del almirante turco», una fragata de la que describe con detalle la figura de la proa (un león rojo que lleva un escudo decorado de tres medias lunas).

#### Los brulotes

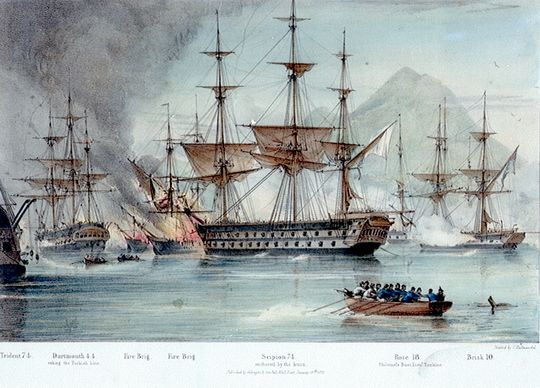
Combate contra los brulotes, por G. P. Reinagle, 1838. En el centro, el Scipion, atacado por un brulote por la proa. Un poco más a la izquierda, la Dartmouth; en primer plano, una barca de la Philomel; al fondo a la derecha, la Rose y la Brisk.

Los almirantes habían confiado a los barcos menores de la flota (los británicos Dartmouth, Rose, Brisk, Philomel y Mosquito; y los franceses Alcyone y Daphné) la tarea de neutralizar los brulotes. Con este objetivo, no habían anclado y pudieron así desplazarse allí donde se producía un ataque. Fueron también muy a menudo blanco de las naves otomanas, que trataron de impedir de cumpliesen su misión.
El brulote que había desencadenado la batalla, muy peligroso, cerca aún de la Dartmouth, era el primer objetivo. Hombres de la Dartmouth y de la Rose intentaban apoderarse de él cuando su tripulación lo hizo estallar, matando a todos los británicos y dañando las naves cercanas. Una fragata egipcia lanzó una descarga a la Dartmouth, que replicó con otra, que dio de lleno en el casco egipcio. Pero la Dartmouth estaba sometida al fuego de tres fragatas turcas y egipcias y al de una corbeta; el Armide acudió en su auxilio. El capitán Hugon, que la mandaba, maniobró para no estorbar el fuego británico. Cuando el navío francés se apoderó finalmente de una de las fragatas turcas, enarboló en ella las banderas francesa e inglesa, mostrando así que no había hecho más que acabar el trabajo principiado por la Dartmouth.
Si la Dartmouth había conseguido finalmente escapar de la amenaza del brulote, no sucedió lo mismo con el navío de línea francés Scipion. Al penetrar en la bahía, había reducido velamen demasiado pronto. Se encontraba por ello aún a tiro de la fortaleza costera cuando se convirtió también en blanco de algunas fragatas egipcias. Además, un brulote logró engancharse a su proa. Todos los esfuerzos de la tripulación francesa para desligarlo fracasaron. La nave estaba a sotavento, así que las llamas comenzaron a amenazar todo el casco del Scipion y ascendieron por los obenques de los mástiles de proa. Algunos artilleros fallecieron quemados mientras servían sus piezas, que disparaban contra la fortaleza y los barcos enemigos. El capitán Milius cortó el ancla para poner maniobrar mejor y tratar de desembarazarse del brulote. Le ayudó en esta labor una chalupa del Trident que consiguió atar una amarra al brulote y, con la ayuda de tres naves británicas, (la Dartmouth, la Rose y la Philomel) remolcarlo y alejarlo del Scipion. Dos goletas francesas, la Alcyone y la Daphne, hundieron el buque. Ningún otro brulote amenazó seriamente a los barcos de las potencias, pero los enormes esfuerzos desplegados para deshacerse de uno solo demuestran el peligro que comportaban. Según ciertas fuentes, los marineros de las potencias emplearon los brulotes después de haberlos capturado, enviándolos contra la flota otomana.

#### Los barcos insignia de las potencias

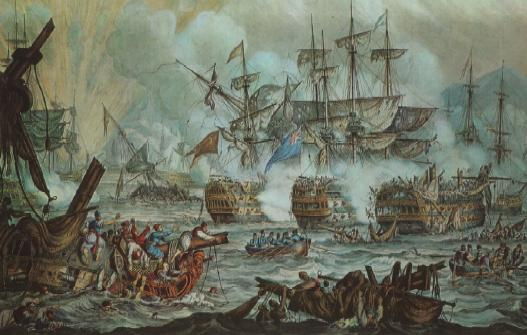
El Asia, entre dos naves otomanas.

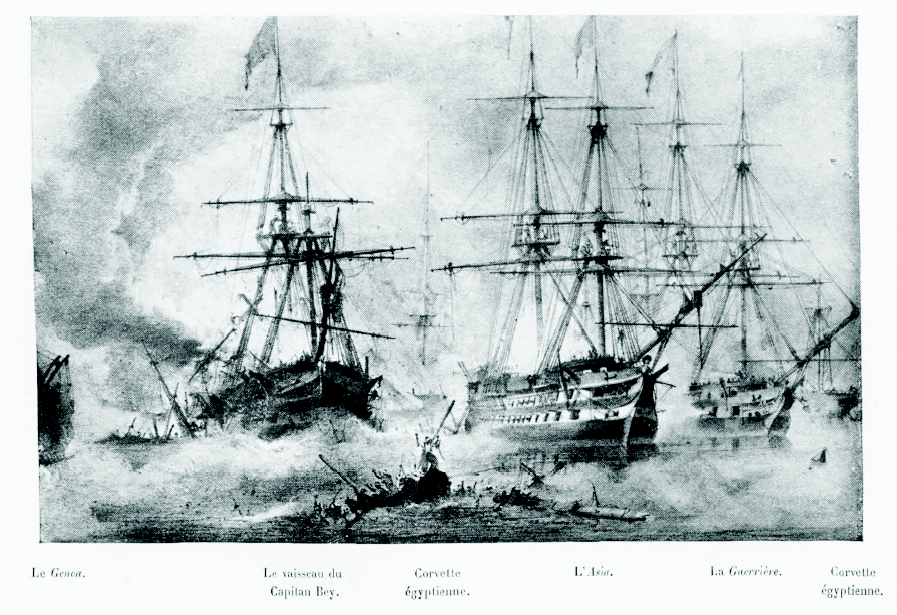
El Asia, entre el Guhu-Reva y la Guerrière, G. P. Reinagle.

El Asia estaba anclada con la proa al oeste, a un cabo de distancia del Guhu-Reva y la eslora de un buque de la Guerrière (la almiranta egipcia de Moharrem Bey). Aunque la nave turca disparó, Moharrem Bey anunció que no abriría fuego si no lo hacía el Asia. Codrington replicó que haría lo mismo. El Asia pudo entonces concentrarse en la lucha con la almiranta turca, que a la batió pronto, ya que no tenía que preocuparse del buque egipcio y el Guhu-Reva estaba en mal estado y no disponía de una buena tripulación. Este se incendió tras tres cuartos de hora y embarrancó. Codrington envió entonces a uno de sus oficiales con un intérprete a Moharrem Bey para confirmar la tregua. No obstante, el almirante egipcio había abandonado la nave, con Letellier. Cuando la chalupa británica se aproximó la Guerrière, un oficial egipcio reconoció al intérprete griego Petros Mikelis, con el que, al parecer, mantenía malas relaciones. Le disparó a través de una porta, haciendo de Mikelis la más célebre —y la única identificada— víctima griega de la batalla de Navarino. El Asia replicó con una descarga. La Guerrière se prendió fuego en unos veinte minutos y fue a embarrancarse. Después de haberse desembarazado de los adversarios más cercanos y temibles, Codrington observó que su navío estaba a tiro de enfilada de algunas pequeñas embarcaciones turcos (unos bergantines y corbetas) de las líneas segunda y tercera, que disparaban contra la popa. El Asia se giró entonces contra estos. Cedieron muy rápidamente: unos fueron destruidos y otros cortaron las amarras, quedaron a la deriva y embarrancaron. El navío británico quedó muy dañado: había recibido ocho impactos en el bauprés, dieciocho en el trinquete, veinticinco en el palo mayor, y tenía derribado el de mesana; el casco había soportado ciento veinticinco impactos de cañón, pero ninguna bala lo había penetrado, gracias a un blindaje primitivo que lo protegía; había recibido también algunas granadas, pequeñas bombas y balas de fusil. El Asia fue luego el blanco de un brulote, del que consiguió zafarse gracias a una guindaleza lanzada desde la Genoa. Las pequeñas naves otomanas de las líneas segunda y tercera de la formación tenían orden de concentrar su fuego en la almiranta británica. Codrington fue también el blanco de francotiradores, como admitió más tarde Tahir bajá. Parece también que una parte de los daños sufridos por el Asia se los infligió la propia Genoa, el único barco malparado en el informe de Codrington.

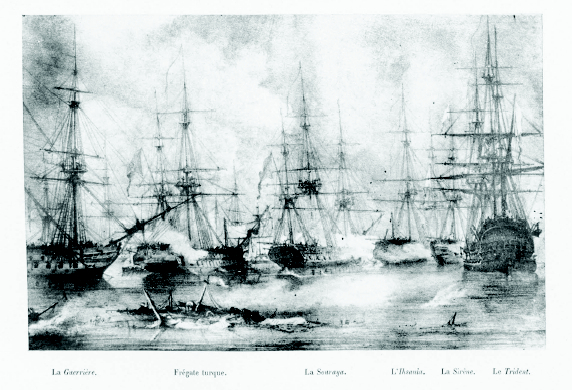
Barcos egipcios y franceses G. P. Reinagle. De izquierda a derecha: la Guerrière, una fragata turca, la Souriya, la Ihsania, la Sirère y el Trident.

La Sirène estaba anclada con la proa al sur, en paralelo a la primera fragata de la línea egipcia, la Ishania. Estaba pues entre tierra y los buques egipcios (tres fragatas y dos corbetas), que la amenazaban con un fuego concentrado, al que se añadía el de las baterías de tierra. Después de recibir, como la Dartmouth, el disparo de una corbeta egipcia, De Rigny anunció a la fragata egipcia que no abriría fuego si esta tampoco lo hacía. Esta última respondió a la propuesta con una descarga contra la Sirène y la Dartmouth. En la primera falleció uno de los marineros por los cañonazos egipcios; a continuación, el buque disparó contra la fragata enemiga. El combate duró hasta alrededor de las 16:00, aunque De Rigny consideró que se había deshecho de la Ishania en una media hora. La fragata egipcia, muy dañada, acabó por explotar. La Sirène viró entonces al oeste, con el apoyo y amparo de dos navíos de línea, el Trident (anclado con la proa al sureste) y el Scipion. Se giró entonces hacia babor para apuntar al fuerte de Navarino, mientras por estribor se enfrentaba a una fragata o corbeta turca que había estado batiendo hasta ese momento su popa. Tras cierta lucha, logró silenciar los cañones de esta.
La flota rusa entró un poco después que las demás en la bahía, una vez comenzada la batalla, pero, a pesar del fuego de los barcos otomanos, fue a colocarse tanto como le fue posible con la humareda en los lugares que se le habían asignado la víspera. El Azov fue pues a anclarse en el extremo de la formación, en la convexidad de la herradura otomana, al lado de los navíos de línea Albion (británico) y Breslau (francés) con los que batió de tres a cinco —las versiones varían— buques otomanos. Luego, viendo al Asia enzarzado con la fragata de Moharrem Bey, pivotó sobre sus anclas, transportó catorce cañones a popa y disparó a la nave egipcia, que se incendió. Con sus fusiles, el Azov impidió todas las tentativas de los marineros de la fragata de apagar el fuego. La almiranta rusa sufrió veinticuatro muertos y sesenta y siete heridos. Sus mástiles habían quedado tan dañados que apenas podían aguantar las velas. En su casco se contaron ciento cincuenta y tres agujeros de bala de los que siete habían perforado el fondo. El Azov había hundido dos grandes fragatas y una corbeta y desarbolado un barco de sesenta cañones, que encalló antes de volar por los aires; naturalmente, como los demás, su comandante afirmó haber hundido la almiranta turca.

#### Los navíos de línea de las potencias

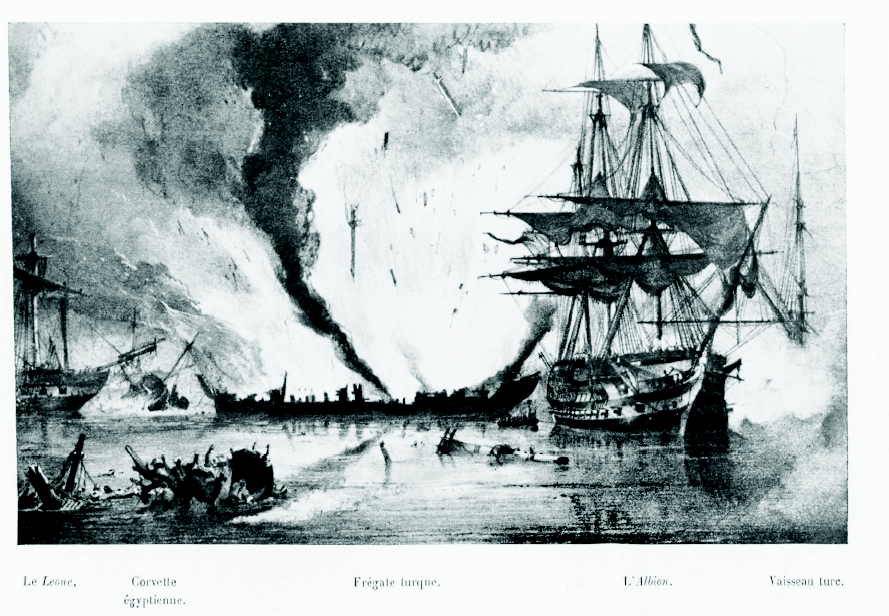
El Albion destruye una fragata turca, de G. P. Reinagle.

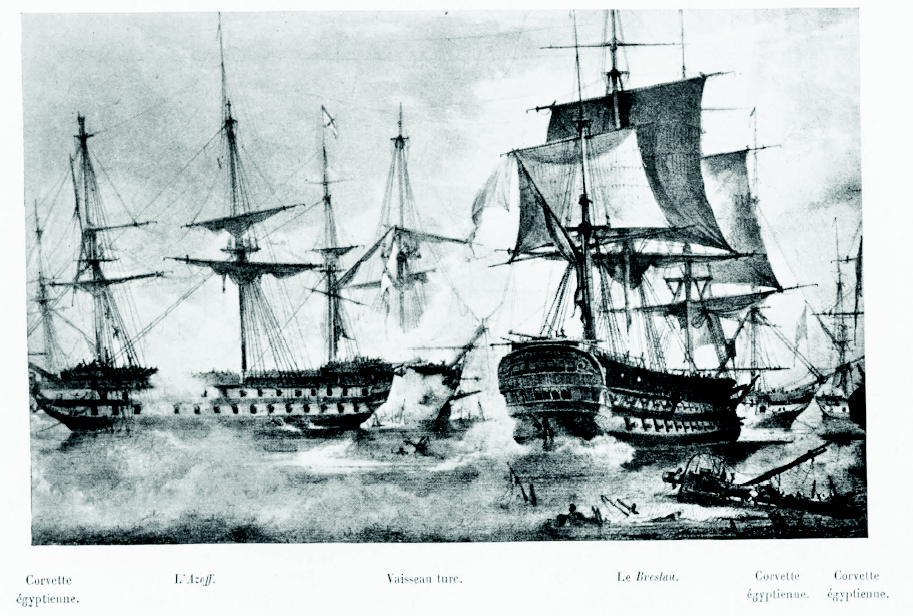
El Azov y el Breslau batiéndose con cuatro naves otomanas, de G. P. Reinagle.

El Albion, navío de línea británico, había penetrado demasiado en la bahía. Cuando la batalla comenzó, no había acabado de echar el ancla y tuvo que enfrentarse a una fragata turca a la que había golpeado con el bauprés en la mesana. La fragata recibió una descarga cerrada del barco británico, al tiempo que una chalupa del Albion se acercó y le cortó las amarras, lo que hizo que marchase a la deriva en llamas. No obstante, el Albion luchaba contra tres barcos otomanos (uno de ochenta y cuatro y otros dos de setenta y cuatro cañones). Se salvó primero por la impericia de los artilleros otomanos y luego por la llegada del Breslau. Efectivamente, La Bretonnière, capitán de este navío de línea francés, al observar que su buque insignia no necesitaba su apoyo, cortó amarras y decidió dirigirse al centro de la bahía, a la punta de la formación de las potencias, en el hueco de la curva otomana, en el espacio que los almirantes habían previsto la víspera entre las naves rusas y británicas. Se ubicó al noreste del Albion, cerca de uno de los dos buques de setenta y cuatro cañones, que quedó a babor, y con las fragatas turcas a estribor. A los dos navíos se unió luego el Azov, la almiranta de la flota rusa, que llegaba sola, habiendo entrado en la bahía después de las otras dos. Después de haber socorrido al Albion, el Breslau tiró de su cable para acercarse al Azov y a las baterías de Esfacteria. Las tres naves cooperaron, atacaron y hundieron juntas cinco embarcaciones turcas, una de ellas un navío de línea de setenta y cuatro cañones, mientras que otros dos buques turcos quedaron neutralizados (tanto por la incapacidad de sus artilleros como por maniobras inadecuadas cuando cortaron las amarras). Los capitanes del Albion y del Azov reconocieron luego que la ayuda del Breslau había sido determinante, y que incluso había evitado que fuesen destruidos por el enemigo. Al final del combate, van Heiden se presentó a bordo del navío francés para agradecer personalmente la ayuda de La Bretonnière.

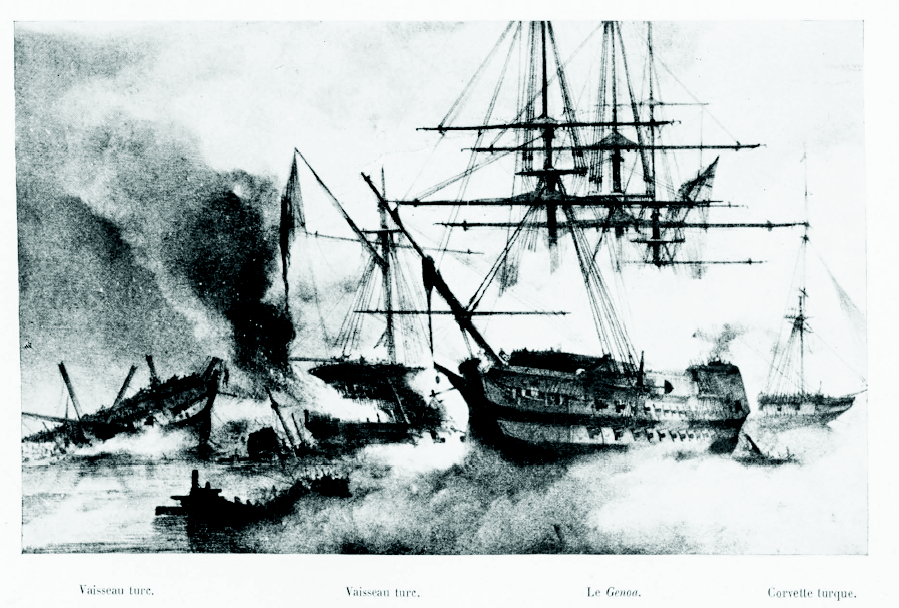
La Genoa en medio de tres naves turcas, de G. P. Reinagle.

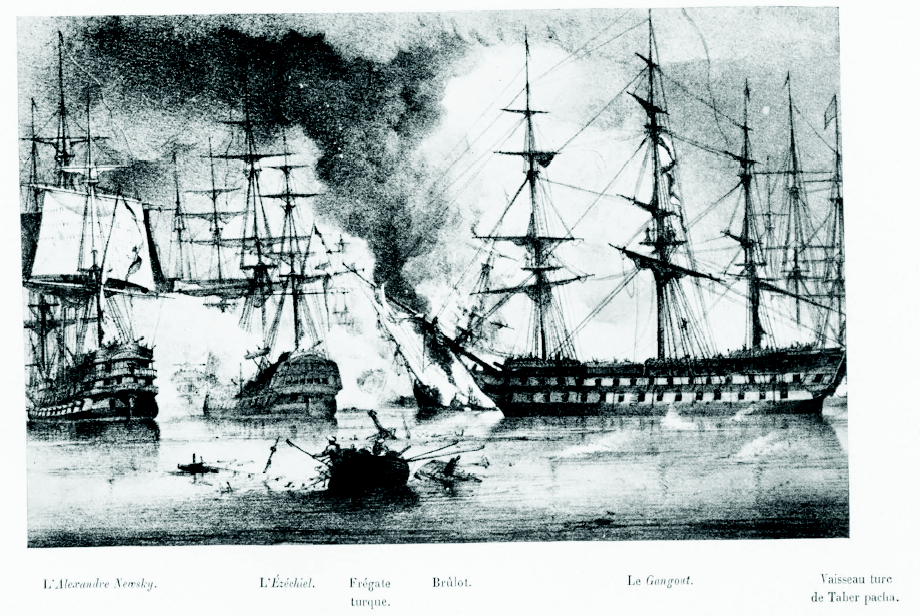
La escuadra rusa. De izda. a dcha.: el Aleksandr Nevski, el Iezekiil, un brulote y el Gangut, de G. P. Reinagle.

La Genoa, encerrada en el cabo al norte, se encontró luchando por estribor con tres adversarios: dos navíos de setenta y cuatro cañones y una fragata de sesenta. Sufrió el mayor número de bajas, veintiséis, entre ellas la muerte de su capitán, Walter Bathurst. Durante las primeras horas, la Genoa no pudo disparar más que contra uno de los navíos de setenta y cuatro cañones, mientras que este la machacaba con balas de piedra de cientos diez libras. Los demás buques enemigos la bombardearon desde proa y popa sin que pudiese responder a sus descargas. Recibió finalmente el auxilio primero del Breslau y luego de los buques rusos, en torno a las 15:30. Hasta las 16:00, cuando los barcos turcos perdieron las amarras y se pusieron a tiro de enfilada, el Genoa no pudo disparar contra ellos. En su informe, Codrington criticó el modo en que esta embarcación se comportó durante la batalla. Según el almirante, el navío de línea se hallaba desde el principio anclado en una mala posición: apuntaba con sus cañones hacia los barcos de su propia flota; solamente los cañones de popa estaban dirigidos hacia los otomanos. La responsabilidad de este error no pudo dirimirse, ya que el capitán Bathurst había fallecido en los combates. Además, Codrington sospechaba que el segundo de a bordo, Richard Dickenson, había falsificado el cuaderno de bitácora respecto a la hora de la muerte de su capitán. Estas acusaciones resultaron rechazadas en el consejo de guerra contra Dickenson que tuvo lugar dos años más tarde en Portsmouth.

#### Los demás buques de las potencias

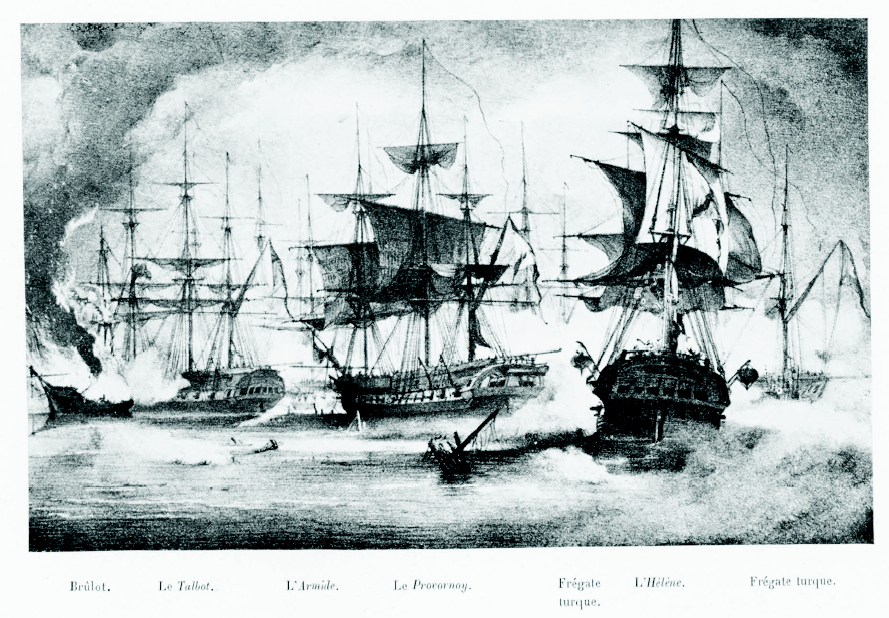
Combate de fragatas, obra de G. P. Reinagle. De izquierda a derecha: un brulote, la Talbot (Reino Unido), la Armide (Francia), la Provornyi y la Elena (Rusia).

Un bergantín británico, muy dañado y que había perdido sus amarras, fue remolcado por la fragata rusa Konstantin, lo que evitó que encallase. La fragata francesa Armide y la británica Talbot tenían por objetivo las baterías costeras de Esfacteria. Las bombardearon mientras recibían a su vez los disparos de dos fragatas (una de ellas la Grande Sultane) y cinco «corbetas» turcas del extremo oeste de la formación en herradura enemiga. Las fragatas de las potencias tendrían que haber recibido el auxilio de las fragatas británicas Cambrian y Glasgow que, sin embargo, no habían vuelto todavía de una misión que se les había encomendado. A pesar de un error inicial de colocación (las dos fragatas habían intercambiado su posición), la coordinación entre ambas embarcaciones fue perfecta, hasta tal punto que la Talbot cesó el fuego un minuto para enviar tres hurras de felicitación a la Armide. Esta última se considera que fue la única nave de las potencias que consiguió apresar un bajel otomano: la fragata turca con la que combatía. Ambas fragatas recibieron finalmente el apoyo de las cuatro fragatas rusas cuando esta flota por fin llegó a donde se libraban los combates, así como la de la corbeta británica Rose. Un brulote turco les prestó también su ayuda involuntaria: con las velas ardiendo, falló el blanco y fue a incendiar una fragata turca en la segunda línea. Hacia las 15:30, la Cambrian y la Glasgow entraron en la bahía bajo el fuego de las baterías costeras y se colocaron en las posiciones que se les habían asignado. Después de haber participado en la destrucción de media docena de buques otomanos, la Cambrian dirigió sus tiros, por encima de las fragatas, contra la batería costera en Esfacteria y la bombardeó hasta el final del combate, mientras que la Glasgow disparaba al fuerte de Navarino. No obstante, una de las fragatas rusas disparaba más contra los barcos aliados que contra los turcos. Dos oficiales de la Talbot, que acudieron a ella a protestar, encontraron a la mayor parte de la tripulación completamente ebria; parece, sin embargo, que fue el único caso de embriaguez en la flota.
La Hind, pequeña nave británica sin lugar adscrito, vino a ubicarse junto a su almiranta. De una tripulación de treinta hombres, tuvo tres muertos y diez heridos. Su lucha contra la Guerrière egipcia le valió al final de la batalla el título de «His Majesty's Cutter of the Line» (Cúter de línea de Su Majestad). Desde el comienzo del combate, las fragatas tunecinas, que deberían haberse encontrado en la tercera línea, frente a los barcos rusos, cortaron sus cables y fueron a embarrancar en los pantanos del norte de la bahía. Las tripulaciones las incendiaron y destruyeron al día siguiente.

#### Final de la batalla
Hacia las cinco o seis de la tarde, al anochecer, después de cuatro horas de lucha, la batalla cesó, pero los marineros de la flota de las potencias permanecieron en sus puestos de combate toda la noche, durante la cual hubo incidentes. Así, hacia las diez y media, la Genoa vio aproximarse una fragata a todo trapo de la que brotaba humo, lo que la hizo parecer un brulote. Antes de que el navío británico pudiese reaccionar, un barco ruso disparó una descarga que hizo estallar la fragata desconocida. Otra fragata, también transformada en brulote, amenazó al buque insignia ruso, así como al Gangut. Este último la tomó al abordaje y el marinero turco a cargo de encender la mecha cayó empuñándola.

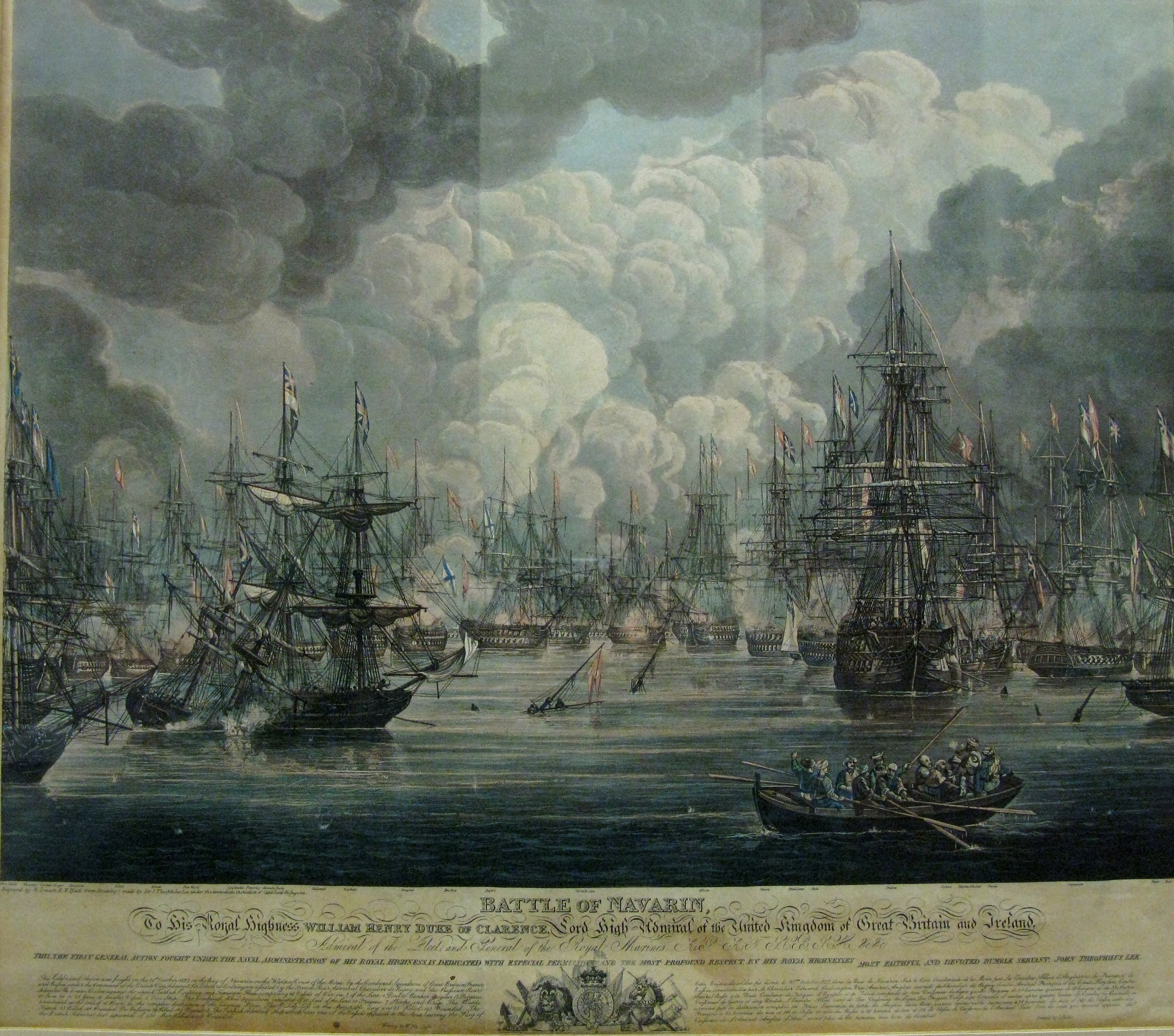
Batalla de Navarino, Museo de Historia Nacional de Atenas.

Al día siguiente, 21 de octubre, Tahir bajá se trasladó en dos ocasiones al Asia. La primera, los almirantes le presentaron un ultimátum dirigido a Ibrahim bajá, que seguía ausente. Los almirantes insistían en el hecho de que su flota había penetrado en la rada sin intención hostil, únicamente para recordar los términos del Tratado de Londres. Consideraban que la víspera no habían hecho más que responder a un ataque otomano contra el pabellón aliado. No tenían intención alguna de destruir lo que quedaba de la flota otomana, salvo que esta disparase un solo cañonazo o mosquete contra sus barcos. Si esto sucedía, amenazaban con hundir el resto de la flota otomana y destruir también los fuertes de la costa. Si los otomanos izaban una bandera blanca antes del final de la jornada en el fuerte de Navarino, prometían reanudar las buenas relaciones, suspendidas la víspera. Durante su segunda visita, Tahir bajá prometió que su flota no realizaría ningún acto hostil hacia la de las potencias, pero no podía hablar por las tropas a tierra. No obstante, los almirantes no trataron de imponer sus condiciones de armisticio a Ibrahim bajá, que llegó a Navarino a última hora del día 21. Los fuertes tampoco dispararon a la flota enemiga.
La flota de las potencias abandonó la bahía de Navarino el 25 de octubre. Lo que quedaba de la flota otomano-egipcia zarpó en diciembre.

## Balance

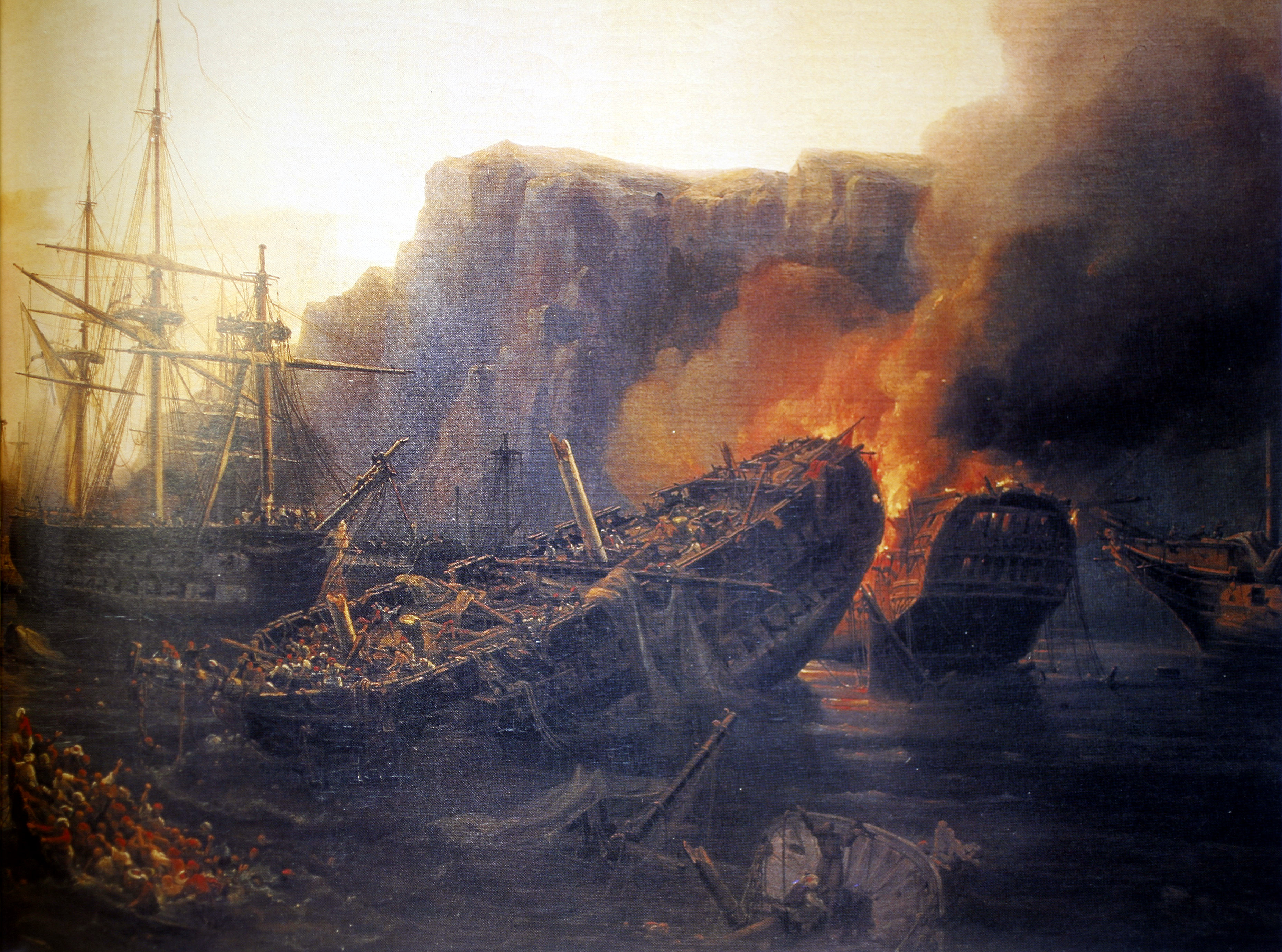
La tarde de la batalla de Navarino, por Auguste Mayer, 1848.

Los tres navíos de línea británicos por sí solos habían disparado ciento veinte toneladas de proyectiles y empleado doce toneladas de pólvora. Estas cifras se deben en parte al hecho de que los artilleros infringieron el reglamento. Se desaconsejaba (para no deteriorar el cañón) disparar más de dos balas a la vez. Parece, sin embargo, que los artilleros no vacilaron en utilizar varias a la vez, a veces incluso con una carga de metralla añadida. Buscaron tal vez aumentar la eficacia de cada disparo y lograr el mayor efecto posible con celeridad, dado lo cerca que los barcos se hallaban los unos de los otros.
La mayoría de las embarcaciones otomanas había explotado, se había hundido, había embarrancado, había sido capturada o estaba muy deteriorada (desarbolada, por ejemplo). Algunos pusieron rumbo hacia su base, en Alejandría. Al anochecer, la flota otomana había perdido alrededor de sesenta barcos y sufrido seis mil muertos y cuatro mil heridos, según los cálculos del almirante Codrington. Estas víctimas eran de orígenes muy diversos: había árabes, griegos, norteafricanos, eslavos e incluso algunos prisioneros británicos y estadounidenses. Las potencias solo sufrieron 174 muertos y 475 heridos (respectivamente, 75 muertos y 197 heridos británicos; 40 muertos y 141 heridos franceses y 59 muertos y 137 heridos rusos). La mayoría había sido herida por las astillas despedidas por las explosiones. El propio hijo de Codrington, Henry, que servía a las órdenes de su padre en el Asia, fue herido por un fragmento metálico de la borda (arrancado por una bala) y por una bala de mosquete en la misma pierna; recibió otra herida en la clavícula de una astilla. Los heridos fueron curados con bastante rapidez en las «enfermerías» de los buques, si bien en algunos casos el tratamiento consistió en una amputación inmediata de un miembro herido. Eugène Sue, entonces joven médico a bordo de una nave francesa, presenció la batalla de la que hizo un relato posteriormente. Además de los heridos, numerosos marineros no recobraron su audición totalmente hasta dos o tres días después de la batalla, que habían perdido debido al ruido atronador de los cañones.
El balance, muy negativo para los otomanos, se explica en parte por las reglas impuestas por el Imperio otomano: ninguna nave turca debía rendirse (ninguna de hecho lo hizo) y las que no podían repararse debían volarse por los aires. Codrington intentó disuadir de ello a Tahir bajá el 21 de octubre, en vano. Además, parece que numerosos «marineros» de la flota otomana estaban literalmente encadenados a sus naves y perecieron cuando se destruyeron estas. Finalmente, no había un verdadero servicio médico en los buques otomanos; los únicos heridos otomanos que recibieron atención médica fueron los prisioneros, a bordo de las naves de las potencias en las que se hallaban cautivos.
Entre las fragatas egipcias, la Guerrera encalló y se fue a pique, el Ihsania explotó, la Souriya encalló y luego se hundió. Solo la fragata Leone, aunque dañada, se salvó (fue rebautizada Sir Jihad).
Aunque la flota otomano-egipcia evacuó Grecia, no lo hicieron las tropas terrestres de Ibrahim bajá. Se encastillaron en las fortalezas del Peloponeso, de las que solo las expulsó la expedición militar francesa de Morea en septiembre de 1829.

## Reacciones diplomáticas y políticas
El 21 de octubre, Codrington redactó un informe preliminar que entregó a lord Ingestre, que marchó inmediatamente a Londres. La noticia de la batalla llegó a Malta y a Constantinopla el 29 de octubre. Los embajadores de las potencias ante la Sublime Puerta acudieron a presentar sus excusas el 2 de noviembre. La noticia llegó casi a la vez a Londres, París y San Petersburgo: en la segunda semana de noviembre. Los periódicos franceses recibieron la noticia tarde, el 8 de noviembre: solo apareció como apunte breve en las ediciones del 9 de noviembre. Únicamente el Moniteur universel, que disponía de informes oficiales, aportó más información. Su relato reapareció íntegramente en la prensa del día siguiente. La London Gazette lanzó un número especial el 10 de noviembre, en el que publicaba el informe preliminar de Codrington. Pero las reacciones eran ambiguas. Así, la noticia de la batalla, seguida de rumores de guerra contra los otomanos, hizo bajar las diferentes bolsas europeas, mientras que los comerciantes temían que se resintiesen sus transacciones, principalmente con Egipto.

### Las cortes

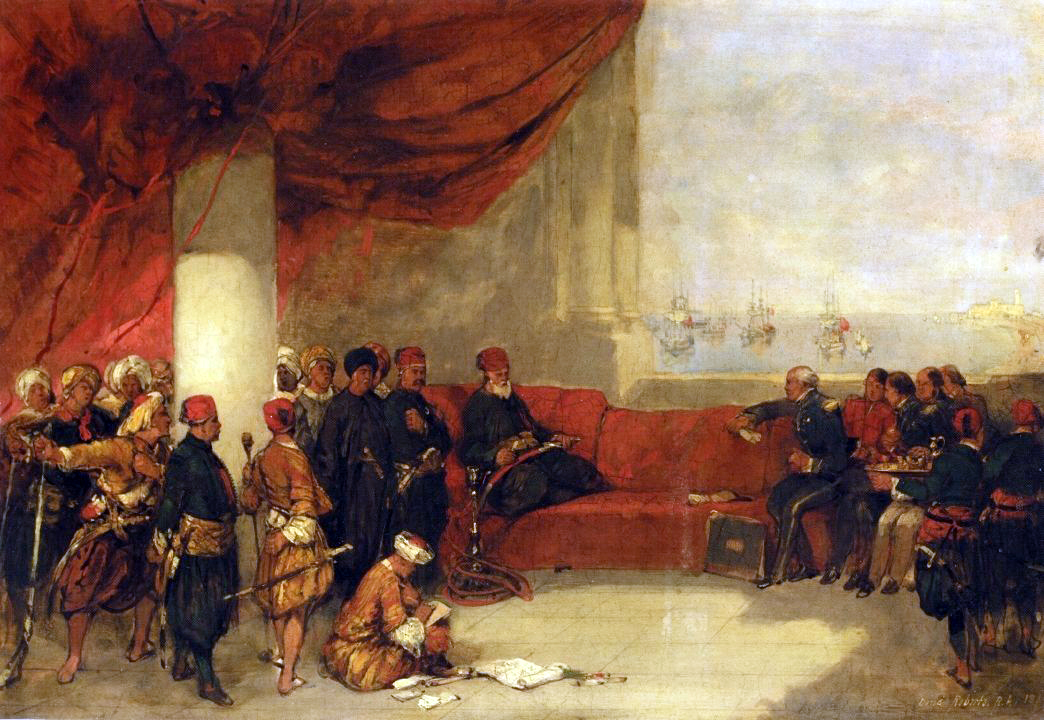
Edward Codrington ante Mehmet Alí, poco tiempo después del combate de Navarino, por David Roberts, 1839.

Mehmet Alí, en Egipto, recibió la noticia con bastante calma. Culpó a la flota otomano-egipcia por su actitud hacia la de las potencias: «¡Les había advertido de cuáles serían las consecuencias! ¿Creían que no se enfrentaban sino a los griegos?». En cambio, sostuvo que la flota de las potencias era responsable del choque y había sido la agresora. Cuando la noticia alcanzó Alejandría, aunque los cónsules occidentales temieron por la seguridad de sus conciudadanos, no hubo actos hostiles de la población local contra los extranjeros. El 9 de noviembre, el Reis-Effendi pidió a los embajadores de las potencias que reconociesen que sus flotas habían cometido un error y que pagasen compensaciones financieras por ello. Al día siguiente, los embajadores rechazaron estas exigencias y en cambio reiteraron su solicitud de que el Gobierno otomano reconociese el Tratado de Londres. Esta petición fue rechazada. Finalmente, el 8 de diciembre, los embajadores abandonaron Constantinopla y Rusia denunció la Convención de Akkerman, preludio de la guerra ruso-turca que comenzó efectivamente en mayo de 1828.

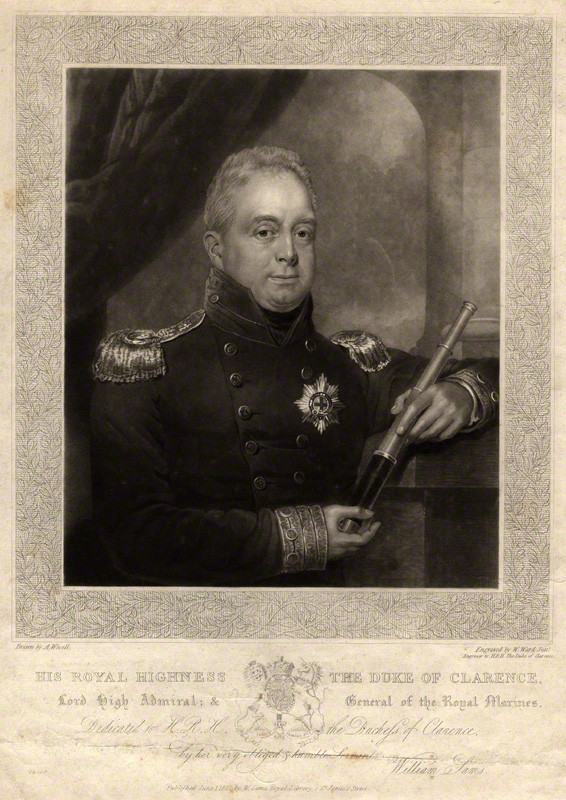
El duque de Clarence, con uniforme de gran almirante, dibujado por William James Ward, 1827.

El zar Nicolás I expresó su entusiasmo y escribió para felicitar a Codrington. Carlos X también se mostró encantado con la noticia. En cambio, los Gobiernos francés y ruso fueron más cautos: habrían preferido que los otomanos hubiesen cedido sin combatir. El Moniteur universel expresó la posición oficial del Gobierno francés el 10 de noviembre. Anunciaba: «la espantosa lucha que desde hacía cuatro años entristecía a la Humanidad ha terminado; de un solo golpe, la paz ha vuelto al mundo». Así, para el Gobierno, Grecia quedaba liberada y cesaban sus actos de piratería contra el comercio occidental. Con respecto al Imperio otomano, continuaba existiendo, pero no debía enfrentarse a los embajadores de las potencias. Si bien el Gobierno se alegraba pues por la victoria, no se mostraba totalmente hostil a los otomanos o completamente favorable a los griegos: mantenía la misma posición que antes de la batalla. En su discurso oficial del 5 de febrero de 1828, Carlos X declaró: «El combate imprevisto de Navarino ha sido a la vez una ocasión de gloria para nuestras armas y la prenda más brillante de la unión de los tres pabellones [francés, inglés y ruso].
Los británicos expresaron también prudencia. El duque de Clarence (futuro Guillermo IV) tomó la iniciativa de otorgar a Codrington la Gran Cruz de la Orden del Baño. No obstante, el rey Jorge IV, en su discurso oficial de 1828, calificó el acontecimiento de «untoward» (desgraciado). Los Gobiernos tory de Goderich y Wellington consideraban un error el haber destruido la flota de un Estado con el cual el Reino Unido no estaba en guerra, por una causa, la independencia griega, que creían que no valía la pena. Se acusó pronto a Codrington de haber excedido sus órdenes, a pesar de la ambigüedad de estas. Desde el 17 de noviembre, el Foreign Secretary británico, lord Dudley, envió una serie de preguntas (queries) al almirante en las que ponía en entredicho su actitud. Parece ser que el rey afirmó: «Le he enviado una cinta [de la Orden del Baño], cuando en realidad lo que merecía era una soga».
Metternich, favorable al mantenimiento del equilibrio –del statu quo– en Europa, se indignó por lo que calificó de «ultraje sin equivalente» y «espantosa catástrofe».

### La opinión pública

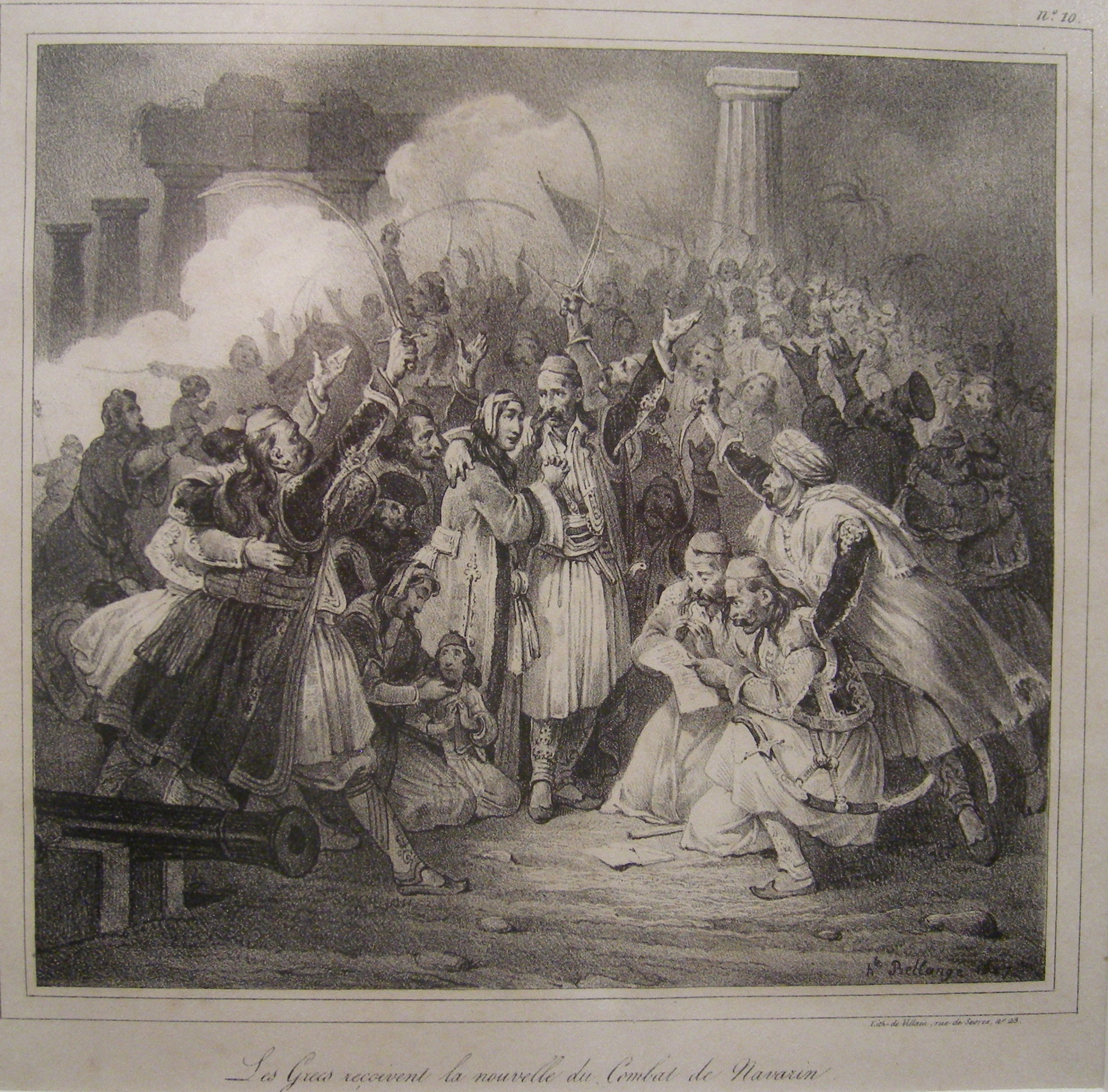
Los griegos reciben la noticia del combate de Navarino, grabado de 1827 de Hippolyte Bellangé. Colección R. Puaux, fortaleza de Pilos.

La opinión pública francesa y la británica quedaron encantadas con esta victoria. Se exaltaron los actos de gallardía de sus marinos, que llegaron a inventarse para satisfacerla. La sala de espectáculos el Panorama del Strand presentó algunas semanas después de la batalla un fresco panorámico del combate y, a comienzos de 1828, su director había hecho imprimir reproducciones acompañadas de un relato de la lid. En Francia, el anuncio de la victoria coincidió con las elecciones legislativas que acabaron con la derrota de Villèle y la victoria de los liberales. La victoria sirvió asimismo para celebrar la reconstrucción de la Armada francesa. Los periódicos de oposición en Francia acusaron no obstante al Ejecutivo de aprovechar la popularidad de la causa griega, y de presentarse como su campeón gracias a la victoria de Navarino, que utilizaba con fines electoralistas. Por su parte, estos diarios llamaban a transformar las elecciones en «el Navarino de los Ibrahim de Francia».
En Grecia, el entusiasmo popular fue inmenso, como también en las calles de los barrios de mayoría griega de Constantinopla.

### ¿Independencia de Grecia?
Casi todas las obras presentan la batalla de Navarino como el acontecimiento que precipitó la independencia de Grecia. De hecho, no tuvo un efecto inmediato. La batalla sí marcó, sin embargo, una etapa decisiva en la contienda: paralizó las tropas egipcias, que ya no podían recibir apoyo logístico. No obstante, hizo falta la expedición francesa de Morea (1828-1833) para obligarlas a abandonar el territorio griego. Los combates proseguían por otra parte entre griegos y turcos, como con la reconquista griega de Mesolongi (mayo de 1829). La Sublime Puerta no aceptó los términos del Tratado de Londres de 1827 hasta la firma del Tratado de Adrianópolis de 1829, que puso fin a la guerra ruso-turca de 1828-1829.

## Conmemoración de la batalla

### El combate en el arte
La batalla inspiró a numerosos poetas filohelenos, que la celebraron y, con ella, la liberación de Grecia. En sus Orientales, Víctor Hugo escribió el 23 de noviembre de 1827, el poema «Navarino» que contiene estos versos :

Grecia es libre y en la tumba
Byron festeja Navarino.

En 1828, J. C. Amy escribió una oda, La Batalla de Navarino, mientras que un anónimo francés ofrecía Presentes a los griegos. La batalla de Navarino, canto heroico por M.***. Stefano Egidio Petroni, italiano exiliado en Gran Bretaña y autor de largos poemas históricos, adaptó su historia de la Marina inglesa desde el rey Alfredo para añadir un canto sobre Navarino.
Además del opúsculo ilustrado por el panorama de la sala homónima en el Strand, publicado en 1828 por su director, Robert Burford, otras selecciones de ilustraciones aparecieron el mismo año, para aprovechar el entusiasmo popular. El ilustrador J. T. Lee publicó las suyas a partir del 18 de enero: se propuso incluso vendérselas a Codrington. El pintor de la Armada George Philip Reinagle, que estaba a bordo de la Mosquito, pintó la batalla y, a partir de 1828, publicó también unos grabados.

### Homenajes en Grecia
Se concedió a los tres almirantes la nueva Orden del Salvador. El 9 de julio de 1851, después de la muerte del almirante Codrington, el Parlamento heleno aprobó una moción para rendirle homenaje. El documento incluía también el nombre del almirante francés, De Rigny, y ruso, Van Heyden. Se decidió colocar en el recinto del Parlamento una placa conmemorativa, con los nombres de los tres almirantes, decorada con una corona de laurel, cerca de la dedicada a lord Byron.
Se erigieron monumentos a los marineros de las potencias fallecidos en la batalla. El monumento a los marineros británicos se encuentra en el islote del centro de la bahía, Khélonaki. El dedicado a los marineros rusos, levantado en 1872 y financiado por la reina Olga, se halla en Esfacteria, en la bahía de Panagoula, cerca de una capilla griega blanca y de una capilla rusa de madera. Un monumento situado en uno de los islotes de arrecifes, llamado también Pilos, está a la entrada de la bahía, data de 1890, y cubre los restos, colocados allí, de los marineros franceses muertos durante la batalla, así como los de los soldados franceses fallecidos en la posterior expedición de Morea. Un monumento a los tres almirantes, adornado con dos cañones, decora la plaza central de la Pilos moderna. Todos los 20 de octubre, la ciudad conmemora la batalla; tres fragatas (una francesa, una británica y una rusa) acuden a la bahía para la celebración.

### Homenajes en Francia
Tuvo lugar una exposición del 3 al 24 de noviembre de 1927 en la Biblioteca Nacional de Francia.